# فرانثيسكو فرانكو
فرانثيسكو فرانكو بوهاموند (/ˈfræŋkoʊ/, تلفظ بالإسبانية: /fɾanˈθisko ˈfɾaŋko/ (4 ديسمبر 1892 - 20 نوفمبر 1975) هو جنرال وديكتاتور إسباني أحد قادة انقلاب سنة 1936 للإطاحة بالجمهورية الإسبانية الثانية التي أدت إلى الحرب الأهلية الإسبانية وبعد ذلك حكم إسبانيا حكما ديكتاتوريا بدءا من 1939 إلى 1975، ملقبا نفسه بالكوديو أو الزعيم. - رئيس الدولة - حتى وفاته سنة 1975، ورئيس للحكومة سنوات 1938 - 1973.
تميزت بداية مهنة فرانكو العسكرية بحروب الريف في المغرب، ووصل إلى رتبة جنرال سنة 1926 بعمر ثلاثة وثلاثين عامًا فقط. وبعد إدارته لأكاديمية سرقسطة العسكرية في الجمهورية الإسبانية الثانية، تم تكليفه في خريف 1934 بتوجيه العمليات العسكرية لقمع الحركة العمالية المسلحة التي أعلنت الثورة الاجتماعية في أستورياس سنة 1934. وبعد فوز الجبهة الشعبية اكتشفت محاولة انقلابية لبعض الجنرالات، فظهرت هناك شكوك حول أعضائها، فنقلت الحكومة الجنرالات المشكوك بولائهم من مراكز القوة، فنقلت فرانكو إلى جزر الكناري بعد أن كان رئيس هيئة الأركان.
في يوليو 1936 بعد تردد طويل، انضم إلى الانقلاب الذي قاده الجنرالان خوسي سانخورخو وإميليو مولا ضد حكومة الجمهورية الثانية، ووضع نفسه في قيادة الجيش الأفريقي. إلا أن الانقلاب قد فشل، مما أدى إلى حرب أهلية مريرة. بعد وفاة سانخورخو في حادث تحطم طائرة بعد أيام قليلة من الانقلاب، وبدعم من سمعته التي اكتسبها في تقدم قواته السريع واستيلائه على ألكازار طليطلة، رأى فرانكو أن الطريق مفتوح أمامه ليصبح زعيم المتمردين بلا منازع، وخلال الحرب أطلق على نفسه القائد العام أو جنراليسمو للقوات الوطنية في 1 أكتوبر 1936. في أبريل 1937 أعلن نفسه رئيس الكتائب الإسبانية التقليدية والجمعيات الدفاعية النقابية الوطنية (FET و JONS)، وهو الحزب الوحيد الناتج عن اندماج الكتائب الإسبانية الفاشية والحزب التقليدي.
بعد الحرب أسس ديكتاتورية فاشية أو نظام شبه فاشي، وبظهر التأثير الواضح للشمولية الألمانية والإيطالية في مجالات مثل علاقات العمل وسياسة اقتصادية ذاتية واستخدام الرموز أو ما سمي «الحركة الوطنية». على الرغم من أنه احتفظ دائمًا بالسمات الفاشية الأثرية، إلا أن النظام عرف بالفرانكوية، وتميز بغياب أيديولوجية محددة بوضوح ما وراء الكاثوليكية الوطنية المعلنة. خلال الحرب العالمية الثانية حافظ على الحياد الإسباني بناء على إلحاح موسوليني، ولكنه دعم المحور - لأن إيطاليا وألمانيا دعمتاه خلال الحرب الأهلية - بطرق مختلفة، بشكل رئيسي من خلال السماح بالتوقف وتوفير الطائرات والغواصات في الأراضي الإسبانية، وإرسال قوات - يُزعم أنها ذاتية التنظيم خارج الحكومة - للقتال إلى جانب الألمان في الحملة ضد الاتحاد السوفييتي، الفرقة الزرقاء بالإضافة إلى السرب الأزرق الأقل شهرة. وقد أضر ذلك بسمعة البلاد الدولية. التقى فرانكو وهتلر في هنداي يوم 23 أكتوبر 1940.
خلال فترة قيادته الجيش ورئاسة الدولة، وخاصة خلال الحرب الأهلية والسنوات الأولى من النظام، قام بقمع قوي ضد أنصار الجانب الجمهوري الذي هزم في الحرب، بالإضافة إلى هروب ونفي مئات الآلاف من الإسبان إلى الخارج. واختلف العدد الإجمالي للقتلى حول عدة مئات الآلاف من الأشخاص، مات معظمهم في معسكرات الاعتقال والإعدام خارج نطاق القضاء أو في السجن.
عانى نظام فرانكو بعد سقوط ألمانيا وإيطاليا من رفض الأمم المتحدة بسبب تعاونه الواضح مع المحور ومنعت إسبانيا من الانضمام إلى الهيئة التي أنشئت حديثًا مع توصية بسحب السفراء. رفض فرانكو الانتقادات الدولية متهما إياها أنها مؤامرة ماسونية. إلا أنه عانى من عزلة دولية نسبية، كسرها كلا من بيرون الأرجنتين وسالازار البرتغال. فأزال في سنة 1945 جميع الأعلام والرموز النازية والفاشية من المنظمات المحلية المختلفة وأزاح من الحكومة أهم المدافعين عن المحور. في السنوات التالية تحول نظامه الشمولي الذي بدأه إلى أشكال ديكتاتورية أخرى.
خلال الحرب الباردة اهتمت الولايات المتحدة بضم إسبانيا في خطها الدفاعي بالمناورة لشراء انضمامها إلى الناتو. في توجه معاكس لتوجه دول أخرى مثل المملكة المتحدة، واجبرت الدول الواقعة في أمريكا الشمالية على إعادة توجيه مبادرتها، ووقعت على معاهدة ثنائية تضمنت إنشاء قواعد عسكرية أمريكية في الأراضي الإسبانية. كان توقيع المعاهدة انتصارًا لفرانكو حيث بدأ معه الإلغاء التدريجي للحظر الدولي. وقد زار الرئيس أيزنهاور ومن بعده نيكسون إلى إسبانيا موضحين دعمهم لفرانكو.
أسس فرانكو نظامًا اقتصاديًا ذاتيًا. فأدى رفض عروض الائتمان البريطانية والأمريكية إلى نقص في المواد الغذائية ومواد الخام، مما أدى إلى زيادة الفساد وانتشار السوق السوداء، فأبقى إسبانيا في حالة من الفقر حتى خمسينيات القرن 20. وبعد سنة 1959 مع دخول التكنوقراط في الحكومة والتخلي عن سياسات الاكتفاء الذاتي، خضع الاقتصاد لتحول عميق ووضعت خطط «الاستقرار والتنمية» على أساس التوصيات الدولية، مما أدى إلى انتعاش اقتصادي.
وفي مراحل حكمه الأخيرة، بدأت علاقاته الدولية بالانتكاس، فقد تم رفض طلب إسبانيا بالانضمام إلى السوق الأوروبية المشتركة، وارتبط دخولها بالإصلاحات الديمقراطية. الأمر الذي تطلب الانفتاح على المواقف الديمقراطية. خلقت محاكمة برغش تشكيكًا دوليًا جديدًا للنظام. وبالداخل بدأ العمال يتجمعون حول نقابة اللجان العمالية، وهي نقابة تنشط بقوة ضد النظام. وقدمت المعارضة الديمقراطية جبهة مشتركة انضمت إليها قطاعات اقتصادية اعتبرت النظام عبئا. ودعمت الكنيسة مطالب العمال والمعارضة. وأصبحت منظمة إيتا والمنظمات الإرهابية الأخرى أيضا مشكلة أخرى.
في 14 أكتوبر 1975 بدأت صحة فرانكو بالتدهور: في 25 أكتوبر توقفت أعضاؤه الحيوية عن العمل، فأعلن المحيطون بأنه لازال على قيد الحياة في محاولة لإيجاد حل لخلافته وفقًا للمصالح. وأخيرا مات فرانكو يوم 20 شهر نوفمبر. فبدأت آليات الخلافة بالعمل، وأُعلن أمير إسبانيا خوان كارلوس دي بوربون هو ملك إسبانيا كونه «قبل شروط التشريع الفرانكوني»، تم قبوله بتشكك من أتباع النظام والمعارضة الديمقراطية. وقد لعب خوان كارلوس «دورًا مركزيًا في العملية المعقدة لتفكيك نظام فرانكو وفي خلق الشرعية الديمقراطية».

## بداية حياته

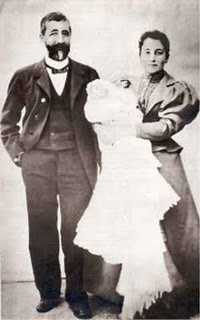
فرانثيسكو مع والديه محمولا، في يوم تعميده في 17 ديسمبر 1892

ولد فرانثيسكو فرانكو في الرابع من ديسمبر 1892 في كالي ماريا الواقع في المركز التاريخي لمدينة فيرول في مقاطعة لاكورونيا. ووالده من أصول أندلسية. بعد الانتقال إلى غاليسيا شاركت الأسرة بقوة في البحرية الإسبانية، كانت أسرته من ضباط البحرية لمدة ستة أجيال، بما في ذلك العديد من أسلافه الذين يحملون رتبة الأدميرال. وصولا إلى والده فرانكو نيكولاس فرانكو إي سالغادو أرايجو (22 نوفمبر 1855 - 22 فبراير 1942)، فقد كان قبطانًا في البحرية، وأصبح قائدًا عامًا للبحرية - وهو منصب مكافئ للعميد - ووالدته ماريا ديل بيلار باهاموند (15 أكتوبر 1865 – 28 فبراير 1934)، التي لها مكانة اجتماعية مماثلة لمكانة زوجها - ابنة مفوض الفريق البحري في الميناء-، ومن عائلة لديها أيضًا تقليد في الخدمة في البحرية. تزوج والدا فرانكو سنة 1890 في كنيسة سان فرانسيسكو في فيرول. وأمضى الشاب فرانكو الكثير من طفولته مع شقيقيه نيكولاس (فيرول، 1891–1977) ورامون، وأخواته ماريا ديل بيلار (فيرول، 1894 - مدريد، 1989) وماريا دي لا باز (فيرول، 1899 - 1903) التي توفيت في سن الطفولة. واتبع شقيقه الأكبر نيكولاس تقاليد الأسرة فأصبح ضابط بالبحرية ودبلوماسي، وكان يُنظر إليه على أنه ذكي والأفضل بالدراسة بين إخوته، والأكثر تقليدية بينهم. ورامون كان طيارًا رائدًا ذا شهرة دولية، وهو ماسوني ذو ميول سياسية يسارية وبشكل عام هو الأخ الأكثر جرأة وتمردًا اجتماعيًا وسياسيًا. وهو ثاني أخ يموت، حيث قتل في حادث جوي في مهمة عسكرية سنة 1938. أما ماريا ديل بيلار المعروفة بحيويتها واجتماعية جدا، فقد تزوجت ألونسو جارايز وأنجبت عشرة أطفال؛ والعديد من أبنائها خدموا في الجيش. وتوفيت بيلار في سن الرابعة والتسعين.
كان والد فرانكو ضابطًا بحريًا وصل إلى رتبة نائب أميرال (intendente general). وعندما كان فرانكو في الرابعة عشرة من عمره، انتقل والده إلى مدريد بعد إعادة التكليف، فهجر عائلته بعدها حيث تزوج بإمرأة أخرى. لم يعاني فرانكو من والده أي إساءة، إلا أنه لم يتغلب على كرهه له وتجاهله بقية حياته. وقد كتب رواية قصيرة «رازا» بعد سنوات من حكمه، تحت اسم مستعار خايمي دي أندرادي، الذي يعتقد ستانلي باين أنه يمثل الرجل المثالي الذي تمنى فرانكو أن يكون هو والده. وعلى النقيض من ذلك، فقد كانت علاقة فرانكو مع والدته قوية (التي كانت دائمًا ترتدي اللباس سوداء بمجرد أن أدركت أن زوجها قد تخلى عنها) وتعلم من اعتدالها وتقشفها وضبطها الذاتي وتضامنها العائلي واحترامها للكاثوليكية، على الرغم من أنه ورث أيضًا القسوة والبرودة والصلابة من والده.
كان فرانكو في شبابه هدفًا للسخرية والاستهزاء من أقرانه الآخرين لقصر قامته (1.64 م). ففي أكاديمية طليطلة للمشاة: ذكر أنهم رأوه ذات مرة أعلى بخمسة عشر سنتيمترًا من سبطانة بندقيته وأجبروه على الاستعراض بها. واطلقوا عليه لقب «اختصار» (diminutivo) أي القصير جدا: وقد كان في مرحلة الطفولة نحيفًا ومريضًا. وفي الأكاديمية أسموه الملازم فرانكيتو «Franquito» إلخ. وفي سنة 1936 تململ الجنرال سانخورخو من عدم اتخاذ قراره بالانضمام إلى التمرد، فقال عنه:(بالإسبانية: Franquito es un cuquito que va a lo suyito فرانكيتو يتغنج وهذا هو عمله)، ولقبه المتآمرون بعدما اتعبهم تذبذبه ملكة جمال جزر الكاناري لسنة 1936 (بالإسبانية: Miss Canarias 1936). ولقبه أيضا مانويل أثانيا في مذكراته بفرانكيتو.
ووفقًا لشهادة أحد زملائه: «كان دائمًا أول من يصل ويقف بالمقدمة بمفرده. ليتفادى الآخرين». ويعترف إخوته بطموحه المفرط. الطموح الذي عززته البيئة الأسرية. فعندما كان عمره 12 سنة دخل مدرسة تدريب بحرية مع شقيقه نيكولاس وابن عمه باكون على أمل دخول البحرية لاحقًا. تمكن شقيقه من دخول المدرسة البحرية سنة 1906، لكن لم يتمكن فرانكو ولا ابن عمه من الدخول في العام التالي. إلا أنهما تمكنا من دخول أكاديمية طليطلة العسكرية للمشاة، أي في سنة 1907 بسن 14 سنة. وتذكر فرانكو بمرارة اندماجه في الأكاديمية كونه هدفًا ضبابيا لا يمكن تجنبه: «رحبوا ترحيبًا سيئا إلى أولئك الذين انضموا بحماس إلى الأسرة العسكرية العظيمة.» ونال في الأكاديمية على مركز 251 بين 312 في دفعته.

## سيرته العسكرية

### حرب الريف والترقيات السريعة

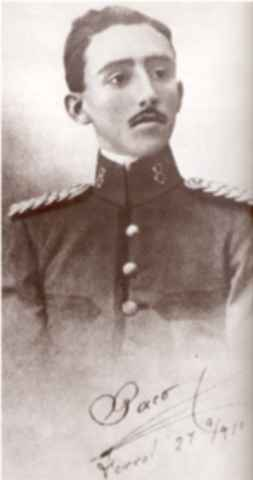
فرانكو باللباس العسكري (1910).

أدت الحرب في أفريقيا إلى تفاقم الانقسام بين الجيش والمجتمع المدني: حيث رفضته طبقة العامة، فالحرب أدت إلى سقوط الآلاف القتلى والشباب من تلك العائلات الذين لم يتمكنوا من دفع «الرسوم» التي تحرر أبنائهم من الخدمة العسكرية. كان هذا هو الدافع للأسبوع المأساوي في 1909. وفي سنة 1911 ازدادت الاحتجاجات مع ازدياد الحملات في المغرب؛ اعتبر الجيش هذه الاحتجاجات غير وطنية. أثارت جهود إسبانيا لاحتلال المحمية الإفريقية الجديدة في حملة مليلية الثانية سنة 1909، وهي الفترة الأولى من تمرد الريفيون، الذين أسفرت تكتيكاتهم عن خسائر فادحة بين الضباط العسكريين الإسبان، كما وفرت فرصة لنيل الترقيات من خلال امتياز الحرب. حتى قيل أن الضباط سينالون إما (تابوت أو وشاح جنرال) la caja o la faja.
وفي أفريقيا التي أمضى فيها فرانكو قرابة عشر سنوات ونصف حقق صعودًا مذهلاً حتى وصل إلى رتبة جنرال ليصبح أصغر جنرالات في أوروبا في تلك الحقبة، في حين لم يتمكن أي من زملائه من الرتب العليا من تجاوز رتبة مقدم. واكتسب شعبية كبيرة بين البرجوازية الإسبانية ومكانة داخل الجيش سمحت له على الرغم من صغر سنه، بالتمتع بوضع متساو مع أكثر جنرالات شهرة، وكونه أحد الأشخاص ذوي أصول عسكرية في وقت حساس في تاريخ إسبانيا: الجمهورية الثانية حسب باين أصبح «أرفع شخصية في الجيش الإسباني.»
كان على فرانكو الإصرار أمام العقيد فيلالبا أحد ضباطه السابقين في أكاديمية المشاة في طلبه الذهاب إلى مستعمرة المغرب الإسباني التي يسميها الإسبان مجازا إفريقيا بعدما تم رفضه بسبب مؤهلاته المتوسطة في الأكاديمية العسكرية في المقام الأول. وقد عين في فيرول مسقط رأسه وأمضى فيها عامين حتى وافقوا على طلبه. وفي تلك السنتين عزز صداقته مع ابن عمه فرانسيسكو فرانكو سالجادو المعروف باسم باكون وكذلك كاميلو ألونسو فيغا، وهما الشخصين اللذان ظلا بجانبه. في 17 فبراير 1912 وصل إلى مليلية برفقة زميله فيغا وابن عمه باكون. وكانت أولى المهام في إفريقيا هي العمليات الروتينية. بالإضافة إلى إقامة اتصال بين التحصينات الإسبانية المختلفة وحماية مناجم بنو عفرور. في 13 يونيو من نفس العام رقي إلى رتبة ملازم. إذ كان عمره 19 عامًا آنذاك، ونال باقي الترقيات عن طريق امتيازات الحرب. وبناء على طلبه الخاص في 15 أبريل 1913، عين في فوج القوات الأهلية النظامية، وهي قوات صدمة شكلها مؤخرًا الجنرال بيرينغير وتضم مرتزقة مغاربة. وفي 12 أكتوبر 1913 نال صليب الاستحقاق العسكري من الدرجة الأولى لانتصاره في القتال يوم 22 سبتمبر، وفي 1 فبراير 1914 تمت ترقيته إلى نقيب لشجاعته في معركة بني سالم (تطوان). وهي أول مرحلة له في أفريقيا، حيث أظهر شجاعة وقدرة تكتيكية. فتميز في المعركة بشجاعته وعدوانيته. كان "متحمسًا باستعمال الحربة لإحباط معنويات العدو" وتحمل مخاطر كبيرة متقدما على رأس وحدته. وبمساعدة هذه الشجاعة جعل الوحدات تحت قيادته تتميز بالانضباط والتقدم المنظم، "واكتسب سمعة لكونه ضابطًا دقيقًا ومدربًا جيدًا، مهتمًا باللوجستيات وتزويد وحداته ورسم الخرائط وسلامة المخيم. وفي ذلك الوقت أيضًا أظهر شخصية محترمة ومزاجية رافقته طوال حياته.
وفي سنة 1916 عندما بلغ من العمر 23 عامًا برتبة نقيب، تعرض في معركة قرية البيوت بين سبتة وطنجة لإطلاق النار عليه من مدفع رشاش العدو. فأصيب بجروح بالغة في البطن وتحديدا الكبد، وهي إصابة خطيرة يمكن أن تقتله ولكنه نجا وبقي في المستشفى في سبتة لعدة أشهر - سافر والداه إليه لمساعدته في فترة النقاهة. وخلص أطباء المعركة في وقت لاحق إلى أن أمعائه أنقذت لأنه استنشق لحظة إطلاق النار عليه. وقد زعم المؤرخ خوسيه ماريا زافالا في 2008 أن تلك الإصابة تركت فرانكو بخصية واحدة. واستشهد زافالا بقول آنا بويغفيرت ابنة أنطونيو بويغفيرت طبيب فرانكو. وقد اعتبر جنود القوات النظامية في أفريقيا تعافيه حدثًا روحيًا - اعتقدوا أن فرانكو به بركة، وأن الله يحميه. كانت قاعدة غير مكتوبة تكافئ جروح الحرب بترقية، فتم ترشيحه للترقية إلى رائد والحصول على أعلى وسام شجاعة في إسبانيا، وهو وسام سان فرناندو. ولكن رفض كلا المقترحين بعذر صغر عمر فرانكو البالغ من العمر ثلاثة وعشرين عاما. وبدلاً من ذلك تلقى فرانكو وسام صليب ماريا كريستينا من الدرجة الأولى. ولكن فرانكو رفض ذلك وحقق مراده بعد إصرار حتى وصل إلى الملك ألفونسو الثالث عشر. ففي 28 فبراير 1917 تم تعيينه رائد بأثر رجعي من 29 يونيو 1916، ليصبح أصغر رائد في إسبانيا. ولكن لم يحصل على وسام صليب سان فرناندو، وهو أعلى وسام عسكري إسباني. ولكنه منحها لنفسه بعد أن ربح الحرب الأهلية بعدها بسنوات.

### الفترة الثانية في أفريقيا والفيلق

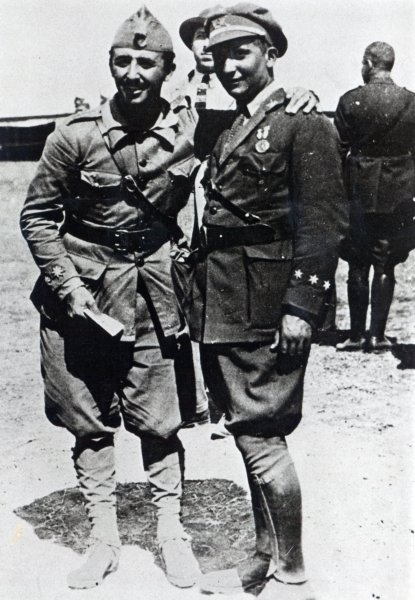
فرانثيسكو مع أخيه رامون في المحمية المغربية، 1925

خدم فرانكو في إسبانيا خلال الفترة من 1917 إلى 1920. وقد التقى بالمقدم ميلان أستراي عندما حضرا دورة تدريبية في فالديمورو، من سبتمبر إلى أكتوبر 1919. وحاول ميلان أستراي إنشاء الفيلق الأجنبي الإسباني على غرار الفيلق الأجنبي الفرنسي حيث قدم توا من فرنسا، وفي يونيو 1920 اقترح على فرانكو أن يكون مساعده، ولم يتردد فرانكو في القبول. فأنشأ فيلق الأثلاث الأجنبي -وهو اسمه الأصلي قبل أن يتغير- في 28 يناير 1920 بأمر من وزير الحرب فيالبا ريكيلمي. فأصبح فرانكو مساعد قائد الفيلق وعاد إلى المستعمرة المغربية. وقد اعترف في سيرته الذاتية بتأثير ميلان أستراي الكبير الذي مارسه عليه. فمظهره صادم: يد واحدة وعين واحدة، وجزء من الفك مكسور وندوب بالوجه والجسم. الشخصية الهسترية التي أسست الفيلق مشابه للفيلق الفرنسي، وتجنيد الخارجين عن القانون بغض النظر عن جنسيتهم ويعيشون في ثكنات الفيلق.
وفي 27 سبتمبر أصبح فرانكو قائد لعلمه الأول - تألف الفيلق من ثلاثة أعلام أو كتائب - وفي 10 أكتوبر وصل أوائل منتسبي الفيلق وعددهم مائتان إلى سبتة. فأرهبوا المدينة في تلك الليلة. فقُتلت عاهرة وعريف واجب وتسببت الاشتباكات التالية في وفاة شخصين. وقد تميز الفيلق بانضباطه الحديدي ووحشية العقوبات المفروضة عليه، ووحشيته في ساحة المعركة ليصبح قوة صدمة. وفي المقابل فقد أعفي كصمام هروب من الانتهاكات التي ترتكب ضد المدنيين. كما تميز بالوحشية التي مارسها ضد العدو المهزوم. ومن تلك القسوة قطع رؤوس السجناء وعرض رؤوسهم المقطوعة للإرهاب وعرض البطولة.
وفي حروب الريف في 24 يوليو 1921 عانى الجيش الإسباني ضعف بالقيادة والهزيمة الساحقة في معركة أنوال أمام جمهورية الريف بقيادة عبد الكريم الخطابي التي أدت إلى مقتل أكثر من ثمانية آلاف من الإسبان، وفرارهم في حالة من الفوضى. وانتقال النظاميين الأصليين إلى صفوف الخطابي. فأراد الفيلق حديث النشأة انقاذ الموقف وفرض هيبته في شبه الجزيرة كونه أول قوة وصلت إلى جيب مليلية بعد مسيرة قسرية استمرت ثلاثة أيام بقيادة فرانكو. فاستعاد بعض المواقع وعززها. وصلت أخبار الوحشية التي مارسها الفيلق في أفعاله إلى شبه الجزيرة، فاستقبل الكثير من الإسبان تلك الوحشية بحماس، واعتبروها عقوبة عادلة للريفيون؛ على النقيض من ذلك يجب محاسبة الضباط على قصورهم في معركة أنوال. فأصبح فرانكو الذي قاد العلم لمساعدة مليلية مرة أخرى في مركز حدث وأصبح له صدى كبير، وازدادت مكانته ليصبح بطلاً أمام الرأي العام. واستمر فرانكو حتى يناير 1922 في مهام استعادة ودمج المواقع المفقودة. تم تكريمه بوسام مرة أخرى مع اقتراح سانخورخو بترقيته إلى رتبة مقدم، وهو أمر تم رفضه لأن التحقيق في أحداث معركة أنوال لاتزال جارية. أسماه الملك بالرجل المحترم. وفي إجازاته إلى أوفييدو لزيارة زوجته كان يستقبل استقبال الأبطال، ويتم دعوته للحفلات والاحتفالات من قبل الأرستقراطيين المحليين.
ميلان أستراي بعد تصريحات رد فيها بغضب على غضب المجتمع الإسباني وإنشاء لجنة تحقيق لتطهير مسؤوليات القادة الأفارقة - لجنة بيكاسو -، فصل من منصبه قائد للفيلق، ووافقت على المقدم فالنزويلا حتى ذلك الحين في قيادة أحد أعلامه. طلب فرانكو الذي اشمئز من عدم توليه قيادة الفيلق، نقله إلى إسبانيا، حيث كلف بفوج الأمير في أوفييدو. ولكن توفي فالينزويلا في محاولة الاستيلاء على بينيا تاهواردا، تمت ترقية فرانكو إلى رتبة مقدم وقائد الفيلق في 8 يونيو 1923. وفي 13 سبتمبر بدأ انقلاب بريمو دي ريفيرا ثم ديكتاتوريته الذي كان فرانكو متشككًا فيه لأنه كان معروفًا أنه يفضل الانسحاب من المغرب.
في 13 أكتوبر 1923 دخل إسبانيا بعد إذن للزواج. توقف في مدريد لزيارة الملك ألفونسو الثالث عشر، الذي وافق على أن يكون معه وفي 22 أكتوبر دخل فرانسيسكو فرانكو وكارمن بولو كنيسة سان خوان دي أوفييدو تحت المظلة الملكية، برفقة الحاكم العسكري نيابة عن الملك. وبمناسبة الاحتفال نشرت صحيفة مدريد مقالاً بعنوان عرس الكاوديو البطولي، وهي أول مرة يطلق عليه هذا اللقب.

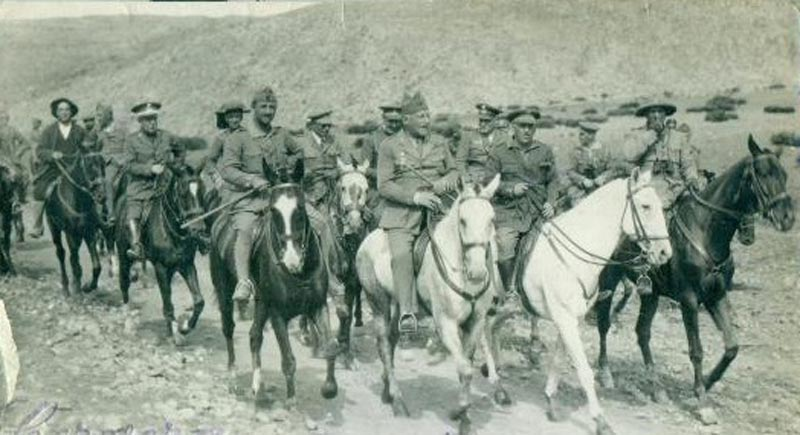
فرانكو وبريمو دي ريفيرا وسانخورخو في الحسيمة 1925.

في السنوات التالية تحت قيادة الفيلق لا يزال فرانكو يلعب دور البطولة في نجاحات عسكرية مختلفة، في حين تردد في مشروع الإدارة العسكرية الانسحاب من المغرب. فناقش في سبتمبر 1924 مع غونزالو كويبو دي يانو فكرة تنفيذ انقلاب ضد بريمو دي ريفيرا، إلا أنه في النهاية انضم إلى الانضباط العسكري. وفي 7 فبراير 1925 تمت ترقيته إلى عقيد. وفي يونيو 1925 أبرمت إسبانيا تحالفًا مع فرنسا ضد عبد الكريم الخطابي، بحيث تهاجمه القوات الإسبانية من الشمال والفرنسيون من الجنوب. وفي 7 سبتمبر بدأ إنزال الحسيمة التي أظهرت أنها عملية فاشلة وسيئة التخطيط، وفأتت الأوامر بالانسحاب؛ فتجاهل فرانكو تلك الأوامر وتمكن من أخذ رأس جسر على الشاطئ. إلا أن نقص الإمدادات (الطعام والذخيرة) قد أوقف العملية، ولكن نجاح التقدم الفرنسي أجبر الخطابي على الاستسلام الذي أدى في النهاية إلى هذا النصر. لهذا السبب في 3 فبراير 1926 تمت ترقية فرانكو إلى عميد بسن الـ33.
ولكن ليس فرانسيسكو كان بطلا فقط؛ فشقيقه الأصغر رامون اعتبر أيضًا بطلًا في الطيران. فاحتل الأخوة فرانكو الصحافة في ذلك الوقت: فرانسيسكو أصغر جنرال في أوروبا ورامون أول طيار إسباني يعبر المحيط الأطلسي في الطائرة العائمة Plus Ultra بالتعاون مع الشريك المؤسس للفلانخي خوليو رويز دي ألدا. واحتفت بهم فيرول مسقط رأسهم.
وعند عودته إلى شبه الجزيرة منح فرانكو قيادة اللواء الأول من الفرقة الأولى في مدريد. في تلك المرحلة مثل في فيلم La malcasada، حيث لعب دور رجل عسكري. وفي 4 يناير 1928 أصبح أول مدير لأكاديمية سرقسطة العسكرية التي أنشئت مؤخرًا، وهو نجاح شخصي له. وفي 14 سبتمبر 1926 ولدت ابنته الوحيدة ماريا ديل كارمن.
أصبح فرانكو خلال الفترة التي قضاها في إفريقيا جزءًا من المجموعة الأفريقية للجيش، وهي المجموعة التي لعبت دورًا أساسيًا في المؤامرات ضد الجمهورية. أصبح الأفريقيون مجموعة متماسكة للغاية، ظلوا دائمًا على اتصال ودعموا بعضهم البعض أمام ضباط شبه الجزيرة. تآمروا ضد الجمهورية منذ البداية، ثم قادوا الانتفاضة التي أدت إلى الحرب الأهلية. سانخورخو ومولا وأورجاز وغوديد وياغوي وفاريلا وفرانكو نفسه كانوا أفارقة بارزين والمروجين الرئيسيين للانقلاب.

## الجمهورية الإسبانية الثانية
اعتبرت الانتخابات البلدية في 12 أبريل 1931 إلى حد كبير على أنها استفتاء على الملكية. وقد يكون التحالف الجمهوري الاشتراكي فشل في الفوز بغالبية مدن البلديات في إسبانيا، لكنه حقق فوزًا ساحقًا في جميع المدن الكبيرة وفي جميع عواصم المقاطعات تقريبًا. فتخلى الملكيون والجيش عن ألفونسو الثالث عشر فقرر مغادرة البلاد إلى المنفى، وإفساح المجال للجمهورية الإسبانية الثانية. كان فرانكو منذ اللحظة الأولى مترددًا في الجمهورية، وحاول التدخل في مدريد مع الطلاب العسكريين دفاعًا عن الملك ألفونسو الثالث عشر، حيث اعتقد أن غالبية الشعب الإسباني مازالوا يدعمون التاج، ونقل نيته تلك إلى الجنرال ميلان أستراي الذي شارك بها الجنرال سانخورخو آمر الحرس المدني الذي يثق به، ولكن لم يتوفر هناك دعم كافٍ؛ فلن يكون هناك دعم أساسي من الحرس المدني، وهذا جعله يستسلم لشرعية الجمهورية.

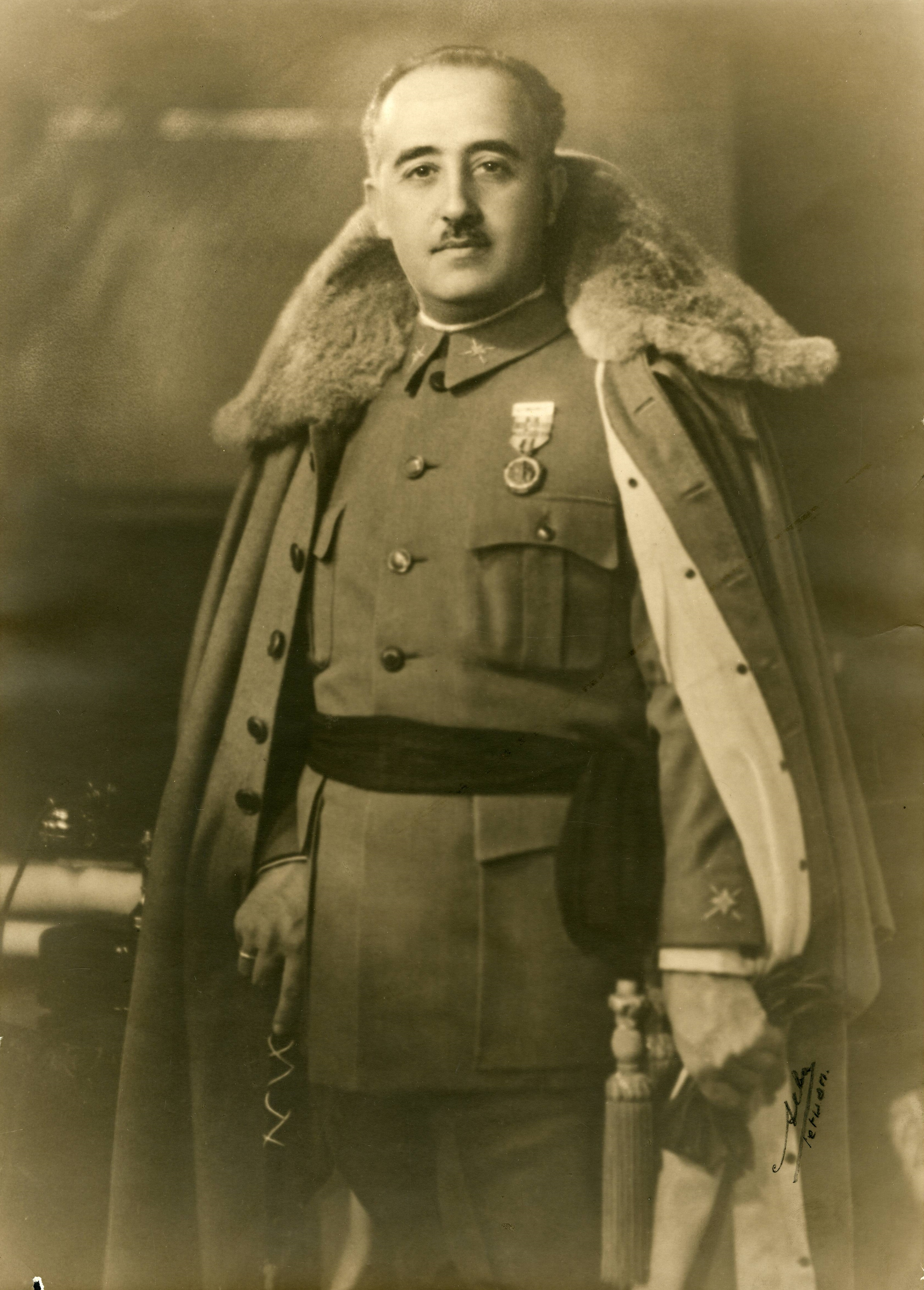
فرانكو في 1930

وفي يوليو بعد ذلك بثلاثة أشهر قام مانويل أثانيا - وزير الحرب آنذاك - في إصلاحاته الهادفة إلى تقليل نفقات الجيش بإغلاق أكاديمية سرقسطة العسكرية، فوضع فرانكو نفسه في خطابه الختامي ضد الجمهورية علانية، حيث شدد فرانكو في خطابه على الحاجة للانضباط والاحترام. فوجد أثانيا أن هذا الخطاب هو إهانة للدولة، فأدخل أثانيا في ملف فرانكو توبيخًا رسميًا، ولمدة ستة أشهر كان فرانكو بدون وظيفة وتحت المراقبة. ثم ظهرت شائعات قوية في صيف 1931 عن انقلاب ضم جنرالات إميليو باريرا ولويس أورغاز وفرانكو نفسه. وذكر أثانيا في مذكراته أن «فرانكو هو الشخص الوحيد الذي نخشاه». ولهذا السبب كان يراقبه لفترة من قبل ثلاثة رجال شرطة كانوا يتابعونه باستمرار. في ديسمبر كان شاهدا أمام لجنة المسؤوليات التي حققت في أحكام الإعدام الصادرة عن الضباط الذين شاركوا في انتفاضة خاكا في 1930، والتي أكد فيها اقتناعه بأن:«أسلحة الأمة وحياة المواطنين هي وديعة مقدسة، سيكون أمراً إجرامياً في جميع الأوقات وفي جميع الحالات التي يمكن أن يستخدمها أصحاب الزي العسكري ضد الأمة أو ضد الدولة التي منحتهم إياها.»، وهو أمر لم يتحقق في سنة 1936. وقد تم تعيينه في 5 فبراير 1932 في لا كورونيا رئيس لواء المشاة الخامس عشر في غاليسيا وهو اعتراف أثانيا الواضح بشخصيته.
في ديسمبر 1931 ، تم الإعلان عن دستور إصلاحي وليبرالي وديمقراطي جديد. تضمن أحكامًا قوية تفرض تطبيق العلمانية على نطاق واسع في الدولة الكاثوليكية، والتي تضمنت إلغاء المدارس والجمعيات الخيرية الكاثوليكية، التي عارضها العديد من الكاثوليك المعتدلين الملتزمين. في هذه المرحلة، بمجرد أن تكون الجمعية التأسيسية قد أكملت تفويضها بالموافقة على دستور جديد، كان عليها أن ترتب لإجراء انتخابات برلمانية منتظمة وعدم تأجيلها، خوفا من تزايد المعارضة الشعبية الأغلبية الراديكالية والاشتراكية، وبالتالي إطالة طريقهم في السلطة لمدة عامين آخرين. بهذه الطريقة شرعت حكومة الجمهورية الجديدة لمانويل أثانيا في إصلاحات عديدة حسب وجهة نظرهم هو تحديث البلاد.
كان فرانكو مشتركًا في مجلة Acción Española وهي مجلة ملكية، ومؤمنة راسخًا بمؤامرة يهودية ماسونية-بلشفية مفترضة، أو contubernio (معاشرة غير شرعية). اقترحت المؤامرة أن اليهود والماسونيين والشيوعيين وغيرهم من اليساريين سعوا إلى تدمير أوروبا المسيحية ، وأن إسبانيا هي الهدف الرئيسي.
في يوليو 1932 أي قبل أربعة أسابيع من سانخورخادا، قابل الجنرال سانخورخو فرانكو سراً طالبا منه الدعم في محاولته الانقلابية. لم يعطه فرانكو أي رد، وكان غامضاً لدرجة أن سانخورخو اعتقد أنه يمكن الاعتماد عليه في الانقلاب. كانت المقابلة في مدريد؛ بالعودة إلى لاكورونيا طلب فرانكو إجازة لبضعة أيام ومرافقة زوجته وابنته في رحلة عبر رياس باخاس بالتزامن مع موعد الانقلاب. وقد رُفض طلب الإجازة. وفي وقت المحاولة الانقلابية كان فرانكو في لا كورونيا يتولى منصبه في إدارة  القيادة، ولم ينضم إلى المتمردين. فشل الانقلاب وأرسل سانخورخو إلى المجلس العسكري، وطلب من فرانكو الدفاع عنه، فرفض قائلا عبارة قاسية:«يمكنني الدفاع عنك ولكن بدون أمل. أعتقد من العدالة أنه عندما تتمرد وتفشل فقد حصلت على حق الموت». ومكافأة له على سلبيته في سانخورخادا عينه أثانيا في فبراير 1933 قائدًا عسكريًا على جزر البليار. وهذا المسمى أعلى من رتبته، وعادةً ما تعطى لجنرال مما يعني الصعود مرة أخرى، وربما هي محاولة من أثانيا لجذب فرانكو إلى المدار الجمهوري. لكن فرانكو كان لا يزال غاضبًا من أنه عالق عمداً في مناصب لم تعجبه. ومن الشائع للغاية أن يتم نقل أو تخفيض رتب الضباط المحافظين.
في 19 نوفمبر و 3 ديسمبر 1933 أجريت انتخابات عامة فاز فيها الاتحاد الإسباني لليمين المستقل (سيدا) لجيل روبلز. فقامت الحكومة الجديدة في نهاية مارس 1934 بترقية فرانكو إلى جنرال، وبذلك وصل إلى سقف مهنته العسكرية حيث ألغت الجمهورية توصيف فريق.

### ثورة أستورياس
أسفرت الانتخابات التي أجريت في أكتوبر 1933 عن أغلبية يمين الوسط. كان الحزب السياسي الذي حصل على أكبر عدد من الأصوات هو الاتحاد الإسباني لليمين المستقل (سيدا)، إلا أن الرئيس ألكالا زامورا رفض دعوة جيل روبلز زعيم سيدا بتشكيل حكومة. وبدلاً من ذلك طلب من أليخاندرو ليروكس زعيم الحزب الجمهوري الراديكالي القيام بذلك. حُرمت سيدا من المناصب الوزارية لمدة عام تقريبًا. وبعد الضغط الشديد نجحت في فرض ثلاث وزارات لها. لم يقبل اليسار بدخول سيدا في الحكومة، على الرغم من كونه أمرا طبيعيًا في ديمقراطية برلمانية. أثار الاشتراكيون تمردًا كانوا يستعدون له منذ تسعة أشهر. فأعلن الحزبين العماليين UGT وPSOE الإضراب الثوري العام في مناطق مختلفة من البلاد مثل كاتالونيا والباسك وأستورياس. كانت المشكلة في أن اليسار الجمهوري لم يعرف الجمهورية بديمقراطيتها أو بقانونها الدستوري ولكن بمجموعة محددة من السياسات اليسارية وسياسييها. وأي انحراف حتى لو كان ديمقراطيًا فإنه يعتبر خيانة. أعلن الزعيم الوطني الكاتالوني لويس كومبنيس عن الدولة الكاتالونية، لكنها استمرت عشر ساعات فقط. توقفت الإضرابات في كل إسبانيا ماعدا أستوريا. فقد اقتحم عمال المناجم مصنع الأسلحة في تروبيا، واحتلوا مباني الحكومة - باستثناء حامية أوفييدو ومقر الحرس المدني - واعتقلوا رتل الجنرال ميلانس ديل بوش الذي جاء من ليون. وارتكبت جرائم القتل، وتركزت على القساوسة والحرس المدني، وأحرقت الكنائس ونهبت المباني الرسمية.
في ذلك الإثناء كان الجنرال فرانكو مساعدًا لوزير الحرب دييغو هيدالغو فاستدعاه الوزير لقيادة غرفة عمليات لقمع التمرد من مدريد. فأصدر الجنرال فرانكو الأوامر من مكتبه في وزارة الحرب بجلب 18,000 جندي من القوات الاستعمارية والفيلق والنظامية بقيادة العقيد ياغوي حيث دمجهم مع قوات إسبانية من ليون وغاليسيا وسانتاندر تحت القيادة العليا للجنرال لوبيز أوتشوا. تميزت القوات الأفريقية بقيادة ياغوي بقسوتها الشديدة. «كان القمع لا يرحم وانخرطت تلك القوات بموافقة قادتها في النهب بوحشية أذهلت عمال المناجم الثائرين».
تسبب التمرد والقمع الذي تلاه بأكثر من 1500 قتيل، وأثار في أستورياس حقبة جديدة من الاضطهاد العنيف المعادي لرجال الدين وبدأت الفظائع ضدهم واندلع العداء بين اليسار واليمين. ظهر فرانكو ولوبيز أوتشوا (الذي كان يُنظر إليه قبل الحملة في أستورياس  بأنه ضابط يساري) بأنهم ضباط مستعدين لاستخدام «القوات ضد المدنيين الإسبان كما لو كانوا أعداءً أجانب». ووصف فرانكو التمرد لصحفي في أوفييدو بأنه «حرب حدودية وجبهاتها هي الاشتراكية والشيوعية وإنه هجوم على الحضارة لاستبدالها بالبربرية». وصورت الصحافة اليمينية المتمردين الأستوريين على أنهم من أتباع مؤامرة يهودية بلشفية أجنبية.
في 15 فبراير 1935 منحت الحكومة فرانكو صليب الاستحقاق العسكري الكبير وعينته القائد العام للقوات المغربية. بعد ثلاثة أشهر فقط من توليه منصبه في إفريقيا، بعد أزمة سياسية أخرى أدت إلى إعادة تشكيل جديدة للحكومة، وعندما أصبح جيل روبلز وزير حرب، أعاد فرانكو إلى شبه الجزيرة وعينه رئيسًا للأركان العامة المركزية للجيش، وهو منصب له مكانة قصوى احتفظ بها حتى انتصار الجبهة الشعبية في فبراير 1936. وبمناسبة تعيينه علق الرئيس ألكالا زامورا الذي يشك بشخصية فرانكو قائلا:«يتطلع الجنرالات الشباب إلى أن يكونوا قادة فاشيين».

### انتخابات 1936
عندما فازت الجبهة الشعبية بانتخابات 16 فبراير 1936، طلبت مجموعة من الملكيين من روبلز قيادة انقلاب إلا أنه رفض، ولكنه ضغط للتأثير على الجنرالات الذين وضعهم في ديسمبر بمناصب رئيسة في قيادة الجيش (الجنرال فانجول وجوديد وفرانكو) حول فكرة الانقلاب. أما الأول فقد حاول دون جدوى جعل رئيس الوزراء بالوكالة مانويل بورتيلا فالاداريس يعلن «حالة حرب» ويلغي الانتخابات. ثم تبعه الجنرال فرانكو الذي لايزال رئيس هيئة الأركان العامة للجيش فاتصل على فالاداريس مقترحا إعلان الأحكام العرفية وخروج الجيش. لم تكن تلك محاولة انقلاب، ولكنها كانت أكثر من «عمل شرطة» مشابهة لأستورياس، حيث اعتقد فرانكو أن بيئة مابعد الانتخابات قد تصبح عنيفة محاولا إخماد التهديد اليساري المتوقع.، ولكن تنصل كلا من رئيس الحكومة [فالاداريس] ووزير الحرب الجنرال نيكولاس موليرو، فاستقالت حكومة فالاداريس قبل تشكيل الحكومة الجديدة. ولعب الجنرال سيباستيان بوزاس مدير الحرس المدني دورًا بارزًا في افشال الانقلاب. فهو أفريقي قديم ولكنه مخلص للجمهورية، وعندما تلقى مكالمة من الجنرال فرانكو للانضمام إلى عمل عسكري واحتلال الشوارع رفض، وكذلك الجنرال ميغيل نونيز رئيس الشرطة الذي لم يدعم الانقلاب. وفي النهاية لم ير الجنرال فرانكو الوضع ناضجًا فتراجع، خاصة بعد فشل الجنراليين جوديد وفانجول في تمرد حامية مدريد.
أثار خوسيه كالفو سوتيلو الذي كسب معاداة الشيوعية كونها محور خطاباته البرلمانية، داعياً إلى انقلاب عسكري؛ في صياغة خطاب كارثي من خيار ثنائي التقسيم بين «الشيوعية» أو الدولة «الوطنية» الشمولية بشكل ملحوظ ، مما حدد مزاج الجماهير للتوجه نحو التمرد العسكري. أصبح انتشار أسطورة الانقلاب الشيوعي المزعوم وكذلك حالة «الفوضى الاجتماعية» المزعومة ذرائع للانقلاب. أثار فرانكو نفسه مع الجنرال إميليو مولا حملة مناهضة للشيوعية في المغرب.
بعد الانتخابات وبعد تلك الحوادث تم تعيين أثانيا رئيسًا للوزراء. واتفق المؤرخون المعاصرون على أنه لم يلاحظ حجم المؤامرة، أو أنه استخف بها. وكان يعلم بوجود مؤامرة، ولكن لا يعرف التفاصيل أو المشاركين فيها بالضبط، إلا إن لديه أدلة على المناخ التآمري الذي كان موجودًا عند اليمين وفي بعض قطاعات الجيش؛ ومن بين الإجراءات القليلة التي اتخذها، هو ابعاد الجنرالات الذين اعتبرهم أكثر قابلية للانقلاب. فنقل الجنرال مولا من قيادة الجيش الأفريقي وأرسل إلى بامبلونا، وتم تعيين الجنرال غوديد في جزر البليار وفقد فرانكو قيادة هيئة الأركان العامة -وحل محله الجنرال خوسيه سانشيز-أوكانيا- وعُين قائدًا للجيش في جزر الكناري. واعتبرها فرانكو نفيًا، على الرغم من أنه استغلها لدراسة اللغة الإنجليزية ولعب الجولف.
كما كان لا بد من إعادة الانتخابات في دائرتين قونكة وغرناطة، فعرض حزب سيدا على فرانكو الترشح في قائمة قونكة التي تضمن انتخابه. وقد كان يميل إلى الترشح لمنصب نائب في انتخابات 1933. فقبل العرض سواء كان منجذبًا إلى النشاط السياسي أو أراد الحصول على حصانة برلمانية. لكن ظهوره في قائمة خوسيه أنطونيو بريمو دي ريفيرا الذي رفض وجود فرانكو في قائمته واعترض عليه. سافر سيرانو سونير إلى جزر الكناري لإقناعه بالتراجع؛ كانت النتيجة أن فرانكو انسحب من الترشيح يوم 26 أبريل، أي قبل يوم واحد اغلاق باب الترشيح. لم يكن فرانكو وخوسيه أنطونيو على علاقة طيبة، خاصة وأن فرانكو أجهض محاولة انقلاب ابتكرها الزعيم الفلانخي شملت طلاب أكاديمية طليطلة للمشاة في ديسمبر 1935. وقد أثار رفض بريمو دي ريفيرا إدراج فرانكو في قائمة قونكة استياءًا تجاه السياسي اليميني الشاب. واعتبر النائب من حزب الحزب الاشتراكي العمالي الإسباني اليساري إنداليسيو برييتو أن فرانكو قد يكون «الكاوديو لانتفاضة عسكرية محتملة».

### المؤامرة
منذ بداياتها كانت الجمهورية مهددة بمؤامرات انقلابية. كان مطلوبًا من فرانكو المشاركة في هذه المؤامرات، ولكنه كان دائمًا غير حاسم وغامض. في صيف 1933، كان الجنرال سانخورخو يقول من سجنه:"فرانكيتو صبي صغير يمارس عمله". وفي 1936 لم يتغير رأيه: "لن يقوم فرانكو بأي شيء لأنه وقواق". ووصفه رفاقه من الجنرالات المتورطون في المؤامرة في يونيو 1936 بأنه "ملكة جمال جزر الكناري 1936 للدلالة على تذبذبه وتردده.
بعد انتصار الجبهة الشعبية في الانتخابات. وفي 8 مارس اجتمع عدد من الجنرالات (إميليو مولا ولويس أورجاز يولدي وفياغاز وخواكين فانجول وفرانسيسكو فرانكو إلى جانب العقيد خوسيه إنريكي فاريلا والملازم فالنتين فالنتين غالارزا من UME)، واتفقوا على خلق انتفاضة عسكرية تسقط حكومة الجبهة الشعبية المشكلة حديثًا واستعادة النظام في الداخل وهيبة إسبانيا الدولية. كما تم الاتفاق على أن يتم تشكيل الحكومة من مجلس عسكري يرأسه الجنرال سانخورخو الموجود منفاه في البرتغال. «اقترح فرانكو بمكر أن التمرد يجب ألا يكون له تسمية معينة. لم يقدم أي تعهدات حازمة». بطريقة أو بأخرى فإن فرانكو ساهم في المؤامرة ضد الجبهة الشعبية منذ البداية، ومع ذلك كان متحفظًا جدًا حول أي اقتراح محدد لثورة مسلحة.
مع وجود فرانكو في جزر الكناري استمرت المؤامرة في مسارها. كان مولا الذي عينه سانخورخو مسؤولاً عن تنسيق الاستعدادات. وفي أبريل أعطى تعليماته الأولى التي تضمن فيها الأساليب التي يجب اتباعها في وقت الانقلاب: «سيؤخذ في الاعتبار أن العمل يجب أن يكون عنيفًا للغاية لتحييد العدو في أسرع وقت ممكن، فهو قوي ومنظم. وبالتالي سيتم سجن جميع المسؤولين التنفيذيين في الأحزاب السياسية والجمعيات والنقابات التي لا تتأثر بحركتنا، ويتم تطبيق عقوبات مثالية على هؤلاء الأشخاص لخنق أي تمرد أو إضراب.» في 30 مايو وصل مبعوث من المتآمرين إلى جزر الكناري لضمان مشاركته والتخلي عن «حذره المتشدد». أخبر الكولونيل ياغوي سيرانو سونير أنه «يائس من حذر فرانكو الصغير ورفضه تحمل المخاطر.» وكان مولا أيضا منزعجًا، حيث اعتبر أن مشاركة فرانكو ضرورية لنجاح الانقلاب بسبب مكانته عند اليمين الإسباني وفي الجيش.
تدهور الوضع الاجتماعي في تلك الفترة. ارتفعت البطالة وصعوبة المضي قدما بالإصلاحات فأحبطت التوقعات التي أثارها انتصار الجبهة الشعبية. وازداد العنف في الشوارع. كانت الكراهية والخوف من الآخر موجودة بين اليسار واليمين. أدى تقاعس الحكومة في مواجهة العنف وادعاء الكارثة من الصحافة وقادة اليمين إلى إثارة ذعر الطبقات الوسطى والعليا من التهديد الشيوعي. فانسحبت الأوليغارشية المالية وملاك الأراضي إلى بياريتز وباريس. ومن المفترض أن شائعات المؤامرة قد وصلت الحكومة لكنها كما هو الحال مع العنف المستشري، لم تتصرف بحزم كافٍ. فأراد وزير الحرب ورئيس الحكومة آنذاك سانتياغو كاساريس كيروغا قطع رأس المؤامرة المغربية، فقام بإزاحة العقيد ياغي لكنه تردد قبل إزاحته ثم أبقاه في منصبه. أيضا كانت محاولة اكتشاف المؤامرة أمر محبط. تم اختيار الجنرال مولا كمتآمر محتمل. فأرسلت الحكومة في 3 يونيو عشرات الشاحنات المحملة بالشرطة إلى بامبلونا لإجراء بحث شامل، بعذر التحقيق في تهريب الأسلحة عبر الحدود الفرنسية، لكن العقيد غالارزا حذر مولا من الوقت الكافي لإخفاء أي أثر المؤامرة.
ومع ذلك استمر فرانكو مترددا حتى أنه وجه في 23 يونيو رسالة مشفرة إلى رئيس الوزراء كاساريس كيروغا يحذره من السخط داخل الجيش وعرض تصحيح هذا الوضع. وقال بوضوح إلى أنه إذا وافق كاساريس على إسناد رئاسة الأركان إليه؛ فيمكنه إحباط المؤامرة. كان فرانكو يفضل ما اعتبره استعادة النظام بموافقة الحكومة الشرعية، بدلاً من المخاطرة بكل شيء في انقلاب غير مضمون النتائج. السؤال ماهي نوايا فرانكو؟. رأى البعض في هذه الرسالة عرضًا أخيرًا للولاء للحكومة الشرعية. وقد فسرها آخرون على أنها مناورة تهدف إلى تغطية ظهره في حالة الفشل. حثت الرسالة الحكومة على أن تطلب من الجنرالات أن يتخلوا عن آرائهم السياسية، وإبداء النصح لهم بشأن مخاوف وهموم مرؤوسيهم لمشاكل الوطن الخطيرة. ولم يرد كاساريس كيروغا على الرسالة ولم يفعل شيئًا، ففشل في الإمساك بفرانكو ولا حتى شرائه، فقد كان من المستحيل ارجاعه للقيادة العامة، ومن الأفضل أن يتولى فرانكو السيطرة على المغرب في النظام الجديد حتى يهمش هناك.
في نهاية يونيو انتهت الاستعدادات العملية لإعلان التمرد، كل ما تبقى هو اكمال الاتفاق مع الكارليين وضمان مشاركة فرانكو. تم تكليف ياغوي وفرانسيسكو هيريرا لإقناعه بالانضمام، وفي نهاية يونيو كان على فرانكو أن يتوصل إلى حل وسط، لأنه في 1 يوليو سيذهب هيريرا إلى مولا لإعطاء الضوء الأخضر لخطة تم بموجبها استئجار طائرة لنقل فرانكو من جزر الكناري إلى المغرب. حيث منح فرانكو في ذلك الوقت منصبًا في المرتبة الثانية بين المتآمرين: بعد الانتفاضة سيكون سانخورخو رئيسًا للدولة، وسيكون لمولا موقعًا سياسيًا كبيرا، وكذلك المدنيين كالفو سوتيلو وبريمو دي ريفيرا، فانخول سيكون قائدًا مدريد وغوديد قائد برشلونة؛ تم حجز منصب المفوض السامي للمغرب لفرانكو.
في 3 يوليو أعطى مولا الضوء الأخضر للخطة. وفي اليوم التالي قام الممول خوان مارش المقيم في بياريتز بتسليم شيك على بياض إلى ماركيز دي لوكا دي تينا مالك صحيفة ABC لتمويل العملية. استأجرت الطائرة دراجون رابيد من لندن قادها إنكليزي ويليام هنري بيب الذي غادر إنجلترا في 11 يوليو ووصل إلى غران كناريا في 15. ولكن في يوم 12 يوليو أرسل فرانكو رسالة مشفرة إلى مولا ذكر فيه انسحابه، مدعيا «بجغرافيا صغيرة»، مما يعني أنه لن ينضم إلى الخطة واعتبر أنه لم يكن لديه ما يكفي من الدعم. عندما قرأ مولا الرسالة «غضب وألقى الورقة على الأرض» قائلا: سيحكم الجنرال سانخورخو «مع فرانكيتو أو بدون فرانكيتو» وستمضي الانتفاضة إلى الأمام. في 13 يوليو اغتيل في مدريد كالفو سوتيلو على أيدي مجموعة رأسها حارس مدني ومعه حراس اقتحام وأعضاء من الاشتراكيين. رداً على مقتل قائدهم الملازم كاستيلو. أثار خبر تلك الجريمة غضبًا عامًا، وكانت قطاعات اليمين نشطة بشكل خاص ودعت إلى انتفاضة عسكرية باعتبارها الوسيلة الوحيدة لاستعادة النظام. انضم العديد من المترددين إلى المؤامرة، وانتشرت شائعات عن انقلاب وشيك، وبعد الظهر زار إنداليسيو برييتو كاساريس نيابة عن الاشتراكيين والشيوعيين ليطلب منه توزيع الأسلحة بين العمال في مواجهة خطر الانقلاب. ولكن رفض كاساريس ذلك. في غضون ساعات من علمه بالجريمة وردود الفعل، غير فرانكو رأيه بشأن التمرد وأرسل رسالة إلى مولا مبديا التزامه الثابت.

### الانقلاب العسكري

طريق دراجون رابيد، الطائرة التي أخذت فرانسيسكو فرانكو إلى تطوان حيث تولى قيادة قوات المتمردين.

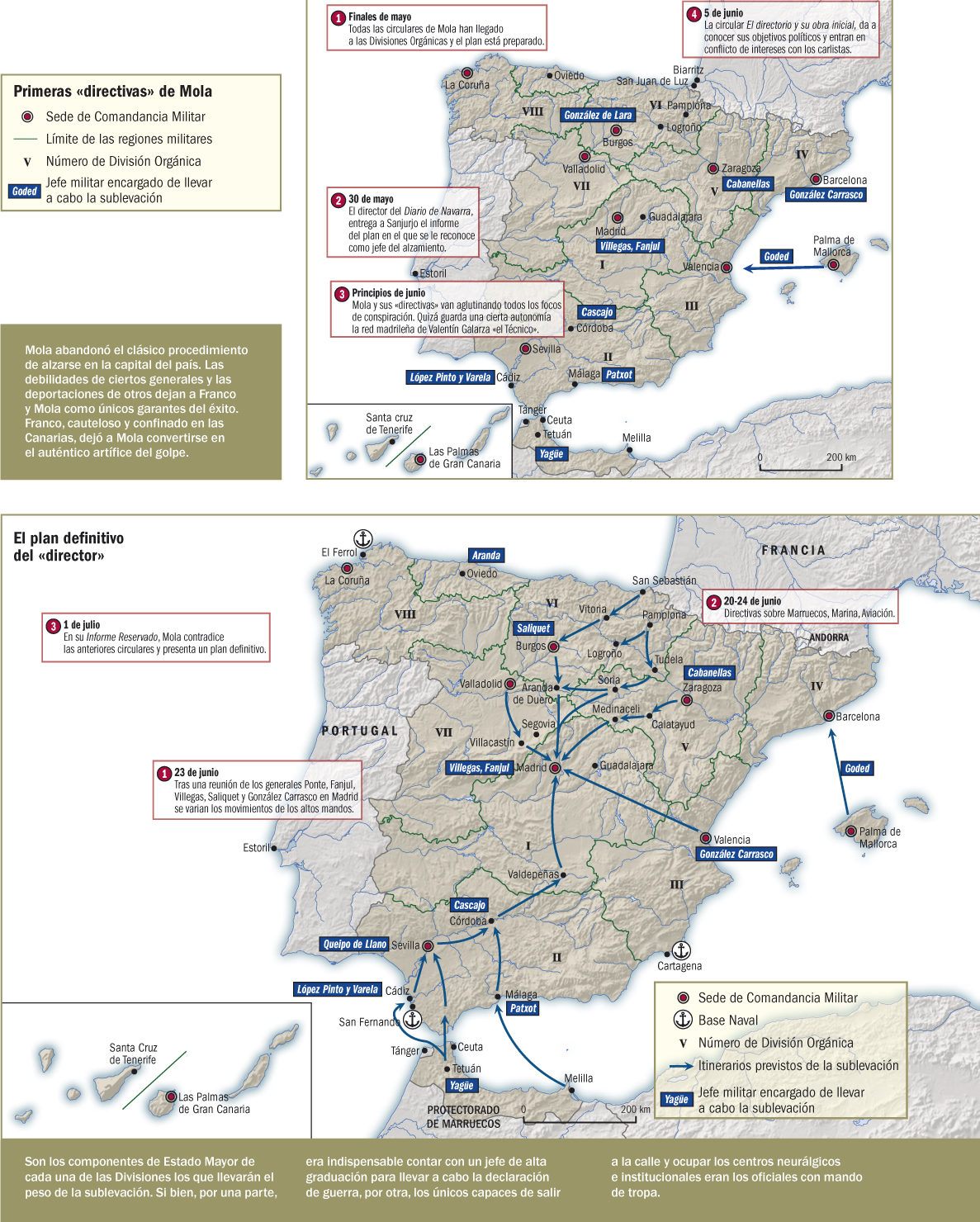
خرائط خطة مؤامرة إميليو مولا الانقلابية لإسقاط الجمهورية الثانية.

تلقى الجنرال فرانكو القائد العام لجزر الكناري يوم الأربعاء 15 يوليو في سانتا كروز دي تينيريف الأنباء التي تفيد بأن طائرة دراغون رابيد التي ستنقله إلى المحمية الإسبانية في المغرب لرئاسة جيش إسبانيا الأفريقي، موجودة بالفعل في مطار غاندو في جزيرة غران كناريا. انتقل هناك عن طريق البحر من جزيرة تينيريف دون إثارة الشكوك لأنه اضطر إلى حضور جنازة الجنرال أمادو بالميس القائد العسكري في لاس بالماس، الذي توفي للتو نتيجة لإصابة طلق ناري في المعدة عند محاولته اصلاح المسدس - يؤكد المؤرخ أنجيل فيناس أن وفاة بالميس لم تكن حادثًا بل جريمة قتل مع سبق الإصرار أمر بها الجنرال فرانكو، حيث أن مقتله سمح له بمغادرة تينيريف، وهو شيء حاوله بالفعل ولكنه فشل في تحقيقه من خلال عدم الحصول على إذن من وزير الحرب -.
في يوم جنازة الجنرال بالميس، وهو يوم الجمعة 17 يوليو، علم الجنرال فرانكو ببدء الانتفاضة في المحمية في نفس اليوم، فتحدث مع بعض القادة العسكريين ومع القنصل الإيطالي. ثم غادر الجنرال فرانكو الفندق يوم السبت 18 يوليو وتوجه إلى القيادة العسكرية في لاس بالماس حيث أعلن حالة التمرد في جميع أنحاء الأرخبيل. واستولى الجيش المتمردين على جميع المباني الرسمية، وقبض على الحكام المدنيين للمحافظتين. وفي سانتا كروز دي تينيريف، يوجد الجنرال أورغاز حيث نفته الحكومة هناك، في نفس اليوم 18 يوليو أصدر فرانكو بيانا في تينيريف، برر فيه الانتفاضة العسكرية وانتهى بالقول تحيا إسبانيا و«الكرامة للشعب الإسباني». وأصبح أرخبيل الكناري عند الظهر تحت سيطرة المتمردين. وفي العاشرة من صباح يوم السبت 18 يوليو، وصلت برقية من العقيد إدواردو ساينز دي بورواغا من تطوان إلى سانتا كروز دي تينيريف، حيث ذكر أن محمية المغرب بأكملها هي تحت سيطرة المتمردين وأن الطائرة التي ستنقل الجنرال فرانكو إلى هناك سوف تهبط دون مشاكل في تطوان نفسها أو في العرائش. فأركب فرانكو في الصباح زوجته وابنته السفينة الألمانية «والدي» التي نقلتهم إلى لشبونة، وفي الساعة الثانية بعد ظهر ذلك اليوم أقلعت طائرة دراجون رابيد نحو الدار البيضاء حيث وصلت حوالي الساعة التاسعة ليلاً، بعد التزود بالوقود في أغادير. بعد قضاء الليلة في الدار البيضاء، دخل الجنرال فرانكو تطوان عاصمة المحمية في السابعة والنصف صباح يوم الأحد 19 يوليو بعد أن حلقت الطائرة فوق المطار عدة مرات حتى تعرف فرانكو على أحد الضباط المتمردين؛ فقال للطيار: «يمكننا الهبوط رأيت الأشقر الصغير». فما أن حطت الطائرة حتى استقبل المتمردون فرانكو بحماس. مشى في شوارع تطوان المليئة بالناس الذين يصرخون:«عاشت إسبانيا!عاش فرانكو!» حتى وصل إلى مكتب المفوض السامي الإسباني حيث كتب خطابًا بث على محطات الإذاعة المحلية التي اعتبر فيها انتصار الانقلاب أمرًا مسلمًا به: «تم إنقاذ إسبانيا». فأخبار قيادة فرانكو التمرد في إفريقيا يعني أن الضباط المترددين في شبه الجزيرة سينضمون إلى التمرد.
من بين 21 جنرالا في الفرقة تمرد أربعة فقط: فرانكو وغوديد كيبو ديانو وكابانيلاس. ففي 44 من 51 من حاميات الجيش الإسباني كان فيها نوع من التمرد، نفذ بشكل رئيسي من الضباط المنضويين بالاتحاد العسكري الإسباني. انتصر الانقلاب في مستعمرة المغرب وفي شمال وشمال غرب شبه الجزيرة. التقى فرانكو بجيش متمرد ناجح بالفعل وبقائدهم مولا بدعم من الكارليين، بدون أي مقاومة في نافارا. ثارت برغش وسلامنكا وزمورة وشقوبية وأفيلا دون مواجهة معارضة. سقطت بلد الوليد بعد أن قبض الجنرالات المتمردين على الجنرال موليرو رئيس المنطقة العسكرية السابعة، وبعد سحق مقاومة سكك الحديد الاشتراكية. وفي الأندلس: سقطت قادس في اليوم التالي للانتفاضة مع وصول القوات من المغرب. وانضمت إشبيلية وقرطبة وغرناطة إلى الجانب المتمرد بعد سحق مقاومة العمال بطريقة دموية.
تميز مفتاح نجاح أو فشل الانتفاضة في المناطق المختلفة بموقف الحرس المدني وحرس الاقتحام. فإن بقيت تلك الهيئات إلى جانب الجمهورية تفشل الانتفاضة، والعكس صحيح إن انضمت إلى المتمردين فإن الانتفاضة تنجح.
وبعد أسبوع سيطر المتمردون الذين أطلقوا على أنفسهم اسم الوطنيين على ثلث إسبانيا. بينما ظلت معظم الوحدات البحرية تحت سيطرة القوات الموالية للجمهورية، التي تركت فرانكو معزولا. فشلت الانتفاضة في المدن الكبرى والمراكز الصناعية الرئيسية. ففي مدريد وبرشلونة وفالنسيا وبلباو تقدم العمال على الحكومة المترددة وصادروا الأسلحة وصدوا المتمردين. وذهب «رجال الميليشيات» في مدريد بمجرد إخماد الانتفاضة في العاصمة إلى طليطلة لإحباطها هناك. فشل الانقلاب في محاولة لتحقيق انتصار سريع ولكنه تسبب باندلاع الحرب الأهلية. كانت الثورة خالية بشكل ملحوظ من أي أيديولوجية معينة. كان الهدف الرئيسي هو وضع حد للاضطراب الفوضوي. من المؤكد أن فرانكو نفسه يكره الشيوعية ولكن لم يكن لديه أي التزام بأي أيديولوجية: لم يكن دافعه هو الفاشية الأجنبية ولكن التقاليد الإسبانية والوطنية.

## الحرب الأهلية

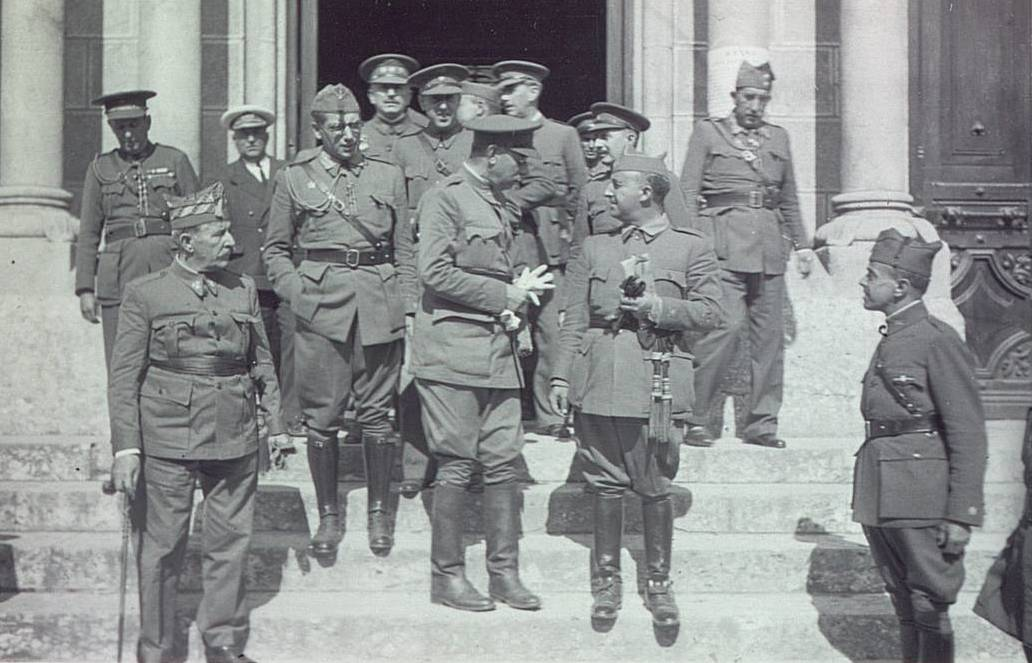
فرانكو مع إميليو مولا وغيره من القادة العسكريين المتمردين.

بعد الانقلاب انقسمت إسبانيا جغرافيا إلى منطقتين: الأولى بقيت وفية للجمهورية والأخرى وقعت في أيدي المتمردين. تم تقسيم ما يقرب من مائة وثلاثين ألف جندي من الجيش المتمركز في شبه الجزيرة، والحرس المدني الذي هو قوة تحتوي ثلاثين ألف رجل انقسم بالتساوي تقريبًا بين المتمردين والمؤمنين للجمهورية. هذا التوزيع هو لصالح متمردي الجيش الأفريقي وهي مجهزة بشكل مثالي وفريد من نوعها للجيش الإسباني المدبوغ في ساحة المعركة. وقد كان الجنرالات الذين تمردوا متفائلين على الرغم من فشل الانقلاب جزئياً. ومنهم أورغاز الذي غامر بالاعتقاد أن الانقلاب سينجح في غضون ساعات، وبالأكثر بضعة أيام. أما مولا فاعتقد مع الفشل في مدريد أن النصر سيتأخر لعدة أسابيع، وهو الوقت الذي استغرقه لإكمال عملية الكماشة بنجاح مع قوات الشمال وقوات إفريقيا التي تقدمت نحو العاصمة. وكان فرانكو أقرب الجنرالات إلى الواقع. حيث كان متفائلاً للغاية ومتخيلًا أن توطيد الانقلاب لن يأتي حتى سبتمبر: «في سبتمبر سنعود إلى جزر الكناري سعداء ومكتفون بعد الحصول على انتصار سريع على الشيوعية». ولكنها حرب شرسة استمرت ما يقرب من ثلاث سنوات.
وقد تجاوزت الحكومة ترددها أمام الانتفاضة، فالقوات الشعبية التي واجهت المتمردين على الفور، وبرد فعل حازم قد فاجأ المتمردين، تسبب في فشل الانقلاب في المناطق التي كانوا يعتمدون فيها على نجاحهم. كما كان الحال في برشلونة، حيث فشل الجنرال غوديد أحد ركائز المؤامرة. كان التأثير المتناقض للانتفاضة هو أن الثورة الاجتماعية بدأت في المناطق التي فشلت فيها، وهو ما كان من المفترض أن يتجنبه المتمردون بالتمرد.
على الرغم من اتفاقية عدم التدخل في أغسطس 1936، إلا أن الحرب تميزت بالتدخل الأجنبي نيابة عن الجانبين، مما أدى إلى تداعيات دولية. فقد دعمت إيطاليا الفاشية الجانب القومي، وأرسلت فيلق الجنود المتطوعين، وبعدها أرسلت ألمانيا النازية فيلق الكندور. أما الجانب الجمهوري فقد دعمه الاتحاد السوفييتي والشيوعيون والاشتراكيون والفوضويون داخل إسبانيا. والتزمت المملكة المتحدة وفرنسا بصرامة بحظر الأسلحة، واستفزت الخلافات داخل ائتلاف الجبهة الشعبية الفرنسية بقيادة ليون بلوم، ومع ذلك كان الجانب الجمهوري مدعومًا من الاتحاد السوفييتي والمتطوعين الذين قاتلوا في الألوية الدولية (انظر على سبيل المثال فيلم أرض وحرية لكين لوتش).
استقال كاساريس كيروغا من رئاسة الوزراء، فطلب الرئيس مانويل أثانيا من مارتينيز باريو تشكيل حكومة جديدة، فحاول تكوين حكومة ائتلاف من خلال استبعاد سيدا من اليمين والشيوعيين من اليسار، معتقدا أنه لا يزال ممكنا تجنب الحرب الأهلية. وتحدث في 19 يوليو إلى الجنرال مولا، الذي رفض جميع الحلول للمصالحة:"لا معاهدات زانجون ولا عناق فيرغارا ولا التفكير في أي شيء آخر سوى انتصار ساحق ونهائي". وقال باريو في 1 أغسطس:

خريطة أسبانيا بعد شهرين من بدء التمرد العسكري.

في غضون ذلك جردت الحكومة الجمهورية فرانكو من رتبته يوم 19 يوليو. وفي 27 يوليو أجرى مقابلة مع الصحفي الأمريكي جاي ألين أعلن فيها:«سأنقذ إسبانيا من الماركسية بأي ثمن»؛ فسأله الصحفي: «هل يعني ذلك أنك ستضطر إلى قتل نصف إسبانيا؟» فأجاب:«أكرر، بأي ثمن». قامت صحيفة ABC في إشبيلية في أغسطس بنشر تصريح من فرانكو:«إنها حركة وطنية وإسبانية وجمهورية ستنقذ إسبانيا من الفوضى التي كانت تنوي أن تغرقنا. ليست الحركة الدفاعية لأشخاص معينين. بل على العكس من ذلك، إنها تبحث عن رفاهية الطبقات العاملة والمتواضعة". سرعان ما أطلق المتمردون على أنفسهم "الوطنيون«واطلقوا على حربهم الأهلية اسم الحرب المقدسة أو»الحرب الصليبية.
مع اندلاع الحرب انطلق عنان الكراهية بين الطرفين. ففي الأراضي التي تسيطر عليها الجمهورية، كرّس الثوار أنفسهم لقتل جميع أولئك الذين حددتهم بأنهم أعداء. وتعرض القساوسة والرهبان للاضطهاد. وكان إخراج الأشخاص بحجة التنزه ثم اعدامهم منتشرة في المدن الكبرى. وفي منطقة المتمردين، أضيفت الكراهية إلى إستراتيجيتهم. فبعد أن استولى الجنرال ياغوي على باداخوز أطلق العنان لقمع شرس أنهى حياة الآلاف من الناس، ورد على سؤال صحفي:«بالطبع نقتلهم. ماذا تتوقع أنني ذاهب لأخذ أربعة آلاف سجين أحمر معي، هل رتلي يمضي عكس عقارب الساعة؟ أم أننا سنتركهم جانبا ونسمح لباداخوز أن تصبح حمراء مرة أخرى؟». يمكن رؤية الكراهية في تصريحات المتمردين منذ اليوم الأول. وكان كويبو دي يانو يقول منذ يوم الانقلاب عبر راديو إشبيلية:«إن المورو سيقطعون رؤوس الشيوعيين ويغتصبون نسائهم. الأوغاد الذين ما زالوا ينوون محاربتنا سيقتلون مثل الكلاب". ومع ذلك كانت العلاقة بينه وبين فرانكو فيها نوع من الكره المتبادل، فكويبو يكرهه شخصيا، أما فرانكو فكان لا يثق فيه بسبب موافقته على الجمهورية في اللحظات الأولى.
اندلعت مع بدء التمرد المحاكمات والإعدامات السريعة، فقد أرسل مولا تعليماته قبل التمرد بأيام:«يجب أن يحذر المتردد من أن الذي ليس معنا فهو ضدنا، وسيكون عدوا لنا. أماالرفاق الذين ليسوا رفاقًا، فإن انتصار الحركة سيكون حتميا". وقد أعدم الجنرالات باتيت وكامبينز وروميراليس وسالسيدو وكاريداد بيتا ونونيز دي برادو بالإضافة إلى الأدميرال أزارولا وآخرين بسبب عدم انضمامهم إلى الانتفاضة. وفي المنطقة الجمهورية أعدم كلا من الجنرالات غوديد وفرنانديز بوريريل وفانخول وغارسيا ألديف لثورتهم ضد الدولة. عندما وصل فرانكو إلى تطوان كان ابن عمه وقائد مطار تطوان بوينتي باهاموند ينتظر قرار إعدامه لأنه بقي على جانب الجمهورية. تظاهر فرانكو بأنه مريض تخلى عن أمر توقيع الإعدام لشخص آخر.

### الأشهر الأولى للحرب

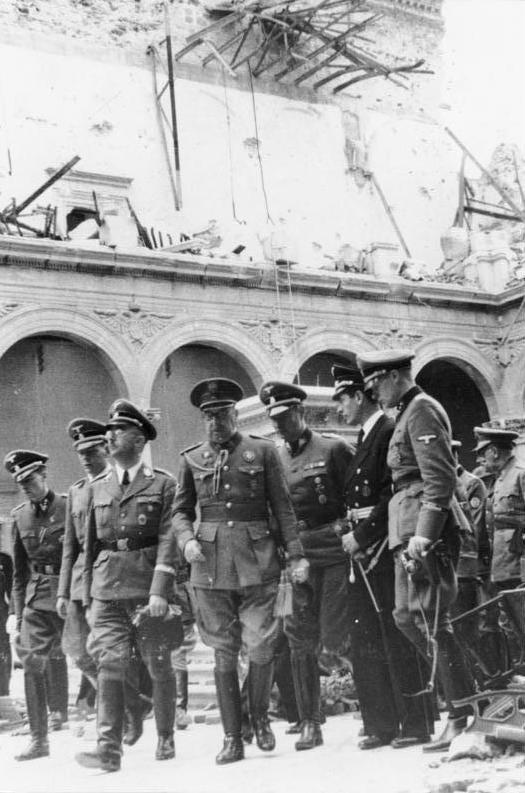
حصار ألكازار: زيارة هاينريش هيملر لألكازار مع خوسيه موسكاردو في أكتوبر 1940.

في يوم 18 يوليو 1936 تولى فرانكو قيادة 30,000 جندي من الجيش الإسباني لأفريقيا. تميزت الأيام الأولى من التمرد بالحاجة القوية لتأمين السيطرة على محمية المغرب الإسبانية. فقام برفع رواتب الجيش لضمان ولائه، وتجنيد مرتزقة مغاربة، وكانت طريقته لضمان سيطرته على الجيش هي الإعدام بمحاكمة شكلية لحوالي 200 من كبار الضباط الموالين للجمهورية (أحدهم ابن عمه). وكذلك كان عليه كسب دعم السكان الأصليين وسلطاتهم (الاسمية)، فمنح الوزير سيدي أحمد الغنمية وسام البسالة العسكرية الحائز على صليب سان فرناندو للحصول على دعم المغرب.
ثم بدأ بعد ذلك باتخاذ الإجراءات الفورية لطلب مساعدة دولية. فأرسل بولين على طائرة Dragon Rapide إلى لشبونة لإبلاغ سانخورخو ثم بعدها إلى إيطاليا لضمان الدعم والتفاوض بشأن شراء طائرات. كما أرسل مبعوثين بنفس المهمة إلى ألمانيا النازية. ولكن في 20 يوليو جرى حدث هام غيٌر مسيرة فرانكو المهنية. ففي إشتوريل تحطمت الطائرة التي كانت تقل سانخورخو أثناء محاولتها الإقلاع إلى بامبلونا بقيادة الفلانخي أنسالدو. فمات سانخورخو المسؤول عن قيادة الانقلاب متفحما.
في غضون ذلك وجد فرانكو صعوبة في نقل القوات إلى إسبانيا من المغرب. فقبل وصوله إلى تطوان نقلت البحرية الإسبانية عدة مئات من الرجال إلى قادس - القوات التي كانت حاسمة في الاستيلاء على المدينة - والجزيرة الخضراء؛ ولكن سرعان ما تمرد أطقم السفن، فاقتصر نقل القوات على ما يسمح به قوارب الفلوكة المغربية الصغيرة. ومن قبيل الصدفة كان الجنرال كيندلان مؤسس الطيران الإسباني والمشارك في الانتفاضة في قادس واقترح على فرانكو نقل القوات عن طريق الجو. نظم كيندلان جسرًا جويًا ظل غير كافٍ لنقل أكثر من ثلاثين ألف جندي من القوات الأفريقية.
في 22 يوليو التقى ماركيز دي لوكا دي تينا وبولين مع موسوليني في روما. وفي يوم 27 يوليو وصل السرب الأول من الطائرات الإيطالية إلى إسبانيا، اثنا عشر قاذفة من طراز Savoia-Marchetti SM.81 Pipistrello.‏ ولم تتأخر المساعدات الألمانية طويلا، ففي 25 يوليو استقبل هتلر المجموعة التي أرسلها فرانكو. وكان التردد المبدئي بسبب نقص الأموال. ولكن من خلال مناشدة الكفاح ضد الخطر الشيوعي، قرر الفوهرر في نهاية المقابلة مضاعفة المساعدة تحت اسم عملية النار السحرية (Unternehmen Zauberfeuer)، وذلك بإرسال عشرين طائرة بدلاً من العشر المطلوبة (نموذج Junkers Ju-52/3m). تم تسليم المساعدات سرًا من خلال شركتين خاصتين تم إنشاؤهما لهذا الغرض. المساعدات الألمانية مثل إيطاليا سيتم توجيهها عبر فرانكو، انضمت الطائرات الإيطالية والألمانية إلى نقل القوات. ومع ذلك ظلت قدرتها غير كافية. انتظر فرانكو الفرصة ليكون قادرًا على نقل القوات عن طريق البحر، واتخذ قرارًا بالقيام بذلك في 5 أغسطس عندما تم تحقيق غطاء جوي كافٍ. في ذلك اليوم عندما ألغت القوات الجوية الإيطالية مقاومة البحرية الجمهورية تم نقل 8000 جندي في ما يسمى بقافلة النصر. في اليوم التالي للغطاء الجوي الإيطالي انضمت ألمانيا بإرسال ستة مقاتلات من طراز هاينكل هي 51 وخمسة وتسعين طيارًا وميكانيكيًا متطوعين من لوفتفافه. «فتلقى المتمردون من ذلك اليوم فصاعدًا أسلحة وذخيرة منتظمة من هتلر وموسوليني». كانت سفن نقل المتمردين تعبر المضيق بانتظام وتم تكثيف النقل الجوي. في الأشهر الثلاثة التالية نقلت 868 رحلة جوية ما يقرب من أربعة عشر ألف رجل، وأربع وأربعين قطعة مدفعية وخمسمائة طن من الإمدادات، شكلت إستراتيجية عسكرية مبتكرة ساهمت في زيادة مكانة فرانكو.
تسبب عبور القوات الأفريقية المضيق بإحباط في أوساط المنطقة الجمهورية حيث مازالت  ذكرى الأداء الوحشي لهذه القوات في أكتوبر 1934 عندما أخمدوا ثورة أستورياس ماثلة بالعيان. كان نقل القوات هذا يمثل تحديًا صعبًا قام فرانكو حله ببراعة، مما جعل من الممكن تعزيز مواقع المتمردين في الجنوب. وفي بداية شهر أغسطس كان الوضع في غرب الأندلس مستقرًا بدرجة كافية سمح بتنظيم طابور قوامه حوالي خمسة عشر ألف رجل بقيادة المقدم خوان ياغوي، الذي سار في 2 أغسطس عبر إكستريمادورا نحو مدريد. وفي اليومين الأولين تمكن من التقدم ثمانين كيلومترًا. «فالرعب الذي أحاطه المغاربة والفيلق بتقدمه كان من أفضل أسلحة المتمردين القوميين في طريقهم نحو مدريد». (178)
بفضل التفوق الجوي المحلي الذي قدمه الطيران الإيطالي والألماني، استولى المتمردون بسهولة على البلدات والمدن التي في طريقهم من إشبيلية إلى باداخوز (مونيستيرايو وليرينا وصفراء ولوس سانتوس دي ميمونة وألمندراليخو، إلخ.) . كانت هناك إبادة ممنهجة للميليشيات اليسارية ولجميع المشتبه في تعاطفهم مع الجبهة الشعبية. ففي الميندراليخو تم إطلاق النار على ألف سجين بينهم مائة امرأة.179 وتقدموا في أسبوع واحد مائتي كيلومتر.
في 7 أغسطس سافر فرانكو إلى إشبيلية وقام بتدشين مقره الرئيسي في قصر ماركيز دي ياندوري الفاخر.
في 11 أغسطس تم الاستيلاء على ماردة وفي 15 أغسطس استولوا على بطليوس، حيث جرت فيها ما يعرف بمذبحة بطليوس، فقتلت القوات المتمردة عدة آلاف من الناس. وتمكنوا من توحيد المنطقتين الشمالية والجنوبية الخاضعتين لسيطرة المتمردين. فالصعوبات التي واجهها ياغوي في الاستيلاء على بطليوس جعلت إيطاليا وألمانيا تقرران زيادة مساعدتهما لفرانكو. فأرسل موسوليني فيلق الجنود المتطوعين (بالإيطالية: Corpo Truppe Volontarie) من حوالي اثني عشر ألفًا إيطاليًا بكامل عتادهم، وأرسل هتلر سرب لوفتفافه محترف بحوالي 24 طائرة (2JG/88). كل هذه الطائرات كانت تحمل شارة إسبانية وطنية مرسومة عليها، ويقودها طيارين إيطاليين وألمان. فكان العمود الفقري لطيران فرانكو في تلك الأيام هو قاذفات القنابل الإيطالية SM.79 و SM.81، وطائرة Fiat CR.32 ذات السطحين، والمقاتلتين الألمانيتين يونكرز يو 52 وهاينكل هي 51 ذات السطحين.
في 26 أغسطس نقل فرانكو مقره إلى قصرش. وفي 3 سبتمبر استولى على طلبيرة بسهولة بسبب دعاية الضراوة التي أظهرتها القوات المغاربية في بطليوس في فرار جزء من المليشيات الجمهورية والسكان من المدينة قبل شن المعركة. وفي 20 سبتمبر وصلت الطوابير والأرتال إلى مكادة على بعد حوالي 80 كم من مدريد. كان قرار فرانكو بالتقدم عبر إكستريمادورا وليس مباشرة عبر قرطبة موضع تساؤل؛ ولكنه تقدم بوتيرة مذهلة، أي أكثر من خمسمائة كيلومتر في شهرين، فقهر المدن الرئيسية في الجنوب الغربي، مما عزز مكانته مرة أخرى.
مع وجود القوات في مكادة (على بعد حوالي 80 كم من مدريد)، حول فرانكو قواته نحو طليطلة لتحرير الكازار. سمح هذا القرار المثير للجدل للجمهوريين بتعزيز دفاعات مدريد، والسيطرة على المدينة في تلك السنة وبدعم سوفيتي. يدعي كينان أنه بمجرد أن قرر ستالين مساعدة الجمهوريين الإسبان، تم تنفيذ العملية بسرعة وطاقة ملحوظة. وصلت الشحنة الأولى من الأسلحة والدبابات في يوم 26 سبتمبر وتم تفريغ حمولتها سرا ليلا. رافق المستشارون التسليح، فكان الضباط السوفييت مسؤولين فعليًا عن العمليات العسكرية في جبهة مدريد. يعتقد كينان أن هذه العملية أجريت في الأصل بحسن نية وليس لغرض آخر سوى إنقاذ الجمهورية. بُذلت جهود لتشجيع الحزب الشيوعي الإسباني على الاستيلاء على السلطة، لكن تحرير ألكازار كان نجاحًا دعائيًا كبيرًا شخصيًا لفرانكو. كان ألكازار مركزًا للمقاومة حيث لجأ في الأيام الأولى من الانتفاضة ألف من الحرس المدني والفلانخي مع نسائهم وأطفالهم. وكانت مقاومتهم يائسة، إلى أن حررتهم قوات فرانكو في 27 سبتمبر، وحولت هذا التحرير إلى أسطورة وعززت موقعهم داخل قادة المتمردين.
تعرض قرار فرانكو في إعطاء الأولوية لطليطلة على مدريد للانتقاد بأنها خطأ استراتيجي، ولكن فرانكو كان مدركًا تمامًا للتأخير الذي قد يترتب على مثل هذا القرار. فالحاجة إلى قيادة عسكرية واحدة والتي كان فرانكو يطمح إليها كانت قيد المناقشة. وهكذا كان القرار سياسيًا أكثر منه عسكريًا. وعلق فرانكو في هذا الصدد قائلاً: «لقد ارتكبنا خطأ عسكريًا وارتكبناه عمداً. طالبنا بتحويل قواتنا عن مدريد إلى طليطلة. بالنسبة للمواطنين الإسبان مثلت طليطلة قضية سياسية لا بد من حلها».

### الارتقاء إلى السلطة
توفي قائد الانتفاضة الجنرال خوسي سانخورخو في 20 يوليو 1936 بحادث تحطم طائرة في المنطقة القومية، فتوقفت الحياة السياسية. في البداية كانت القيادة عسكرية فقط، وهي مقسمة إلى قيادات إقليمية (إميليو مولا في الشمال وغونزالو كيبو ديانو يقود أندلسيا من إشبيلية، وفرانكو بقيادة مستقلة وميغيل كابانياس في سرقسطة يقود أراغون). وقسم الجيش الإسباني المغربي نفسه إلى قسمين، أحدهما بقيادة الجنرال خوان ياغوي والآخر بقيادة العقيد خوسيه فاريلا. وبعدها في يوم 24 يوليو أنشئ المجلس العسكري التنسيقي ومقره برغش. بقيادة كابانيلاس اسميًا بصفته أكبر الجنرالات سنا، ضمت في البداية مولا وثلاثة جنرالات آخرين وعقداء اثنين. تمت إضافة فرانكو لاحقًا في أوائل أغسطس. وفي 21 سبتمبر تقرر أن يكون فرانكو القائد الأعلى للقوات المسلحة، فامتنع كابانياس عن التصويت نظرًا لموقفه المخالف للإجراء، وقال مخاطبا زملائه الذين توجوا فرانكو القائد العام أو الجنراليسمو: «أنت لا تعلمون ماقمتم به، لأنكم لا تعرفونه مثلما أعرفه أنا، قد كان تحت قيادتي في الجيش الأفريقي، قائدًا لإحدى الوحدات تحت إمرتي. إذا أعطيته إسبانيا فسيعتقد أنها ملكه ولن يدع أي شخص يحل محله في الحرب أو بعدها حتى وفاته». ثم وبعد عدة مناقشات، مع اتفاق فاتر من كيبو ديانو ومولا أصبح رئيسا للحكومة. لقد ساعد هتلر في تحقيق هذا الأمر بعدما قرر في أواخر يوليو أن كل المساعدات الألمانية للقوميين ستذهب إلى فرانكو.
فقد مولا إلى حد ما مصداقيته باعتباره المخطط الرئيسي لمحاولة الانقلاب التي فشلت وتحولت إلى حرب أهلية، وكان مرتبطًا بقوة بالملكيين الكارليين وليس على الإطلاق مع الفلانخي، وهو حزب ذو ميول واتصالات فاشية (وهو حزب سياسي إسباني يميني متطرف أسسه خوسيه أنطونيو بريمو دي ريفيرا ولم تكن له علاقات جيدة مع ألمانيا. كان كيبو ديانو وكابانيلاس قد ثاروا سابقًا على دكتاتورية الجنرال ميغيل بريمو دي ريفيرا، ومن ثم فقدوا مصداقيتهم عند بعض القوميين، وكان زعيم الفلانخيين خوسيه أنطونيو بريمو دي ريفيرا في السجن في أليكانتي (وأعدم بعدها ببضعة أشهر). فرغبته بالاحتفاظ بمكان مفتوح له منعت أي زعيم آخر من الفلانخيين من الظهور كرئيس محتمل للدولة. كان انعزال فرانكو السابق عن السياسة يعني أنه كان لديه عدد قليل من الأعداء النشطين في أي من الفصائل التي كانت بحاجة إلى تهدئتها، كما تعاون أيضًا في الأشهر الأخيرة مع كل من ألمانيا وإيطاليا.
تم إعلان في 1 أكتوبر 1936 من برغش أن فرانكو هو القائد العام أو جنراليسمو للجيش الوطني ورئيس الدولة (بالإسبانية: Jefe del Estado). وعندما قُتل مولا في حادث جوي آخر بعد عام في 2 يونيو 1937، لم يبق أي قائد عسكري ممن نظم مؤامرة ضد الجمهورية بين سنة 1933 و 1935.

### القيادة العسكرية

شعار إسبانيا (نسخة حكومية) اعتمدها الجنرال فرانكو سنة 1938.

قاد فرانكو شخصيًا العمليات العسكرية من ذلك الوقت حتى نهاية الحرب. لم يكن فرانكو نفسه عبقريًا استراتيجيًا ولكنه كان فعالًا جدًا في التنظيم والإدارة واللوجستيات والدبلوماسية. فبعد الهجوم الفاشل على مدريد في نوفمبر 1936، أدار فرانكو النهج المجزأ لكسب الحرب بدلاً من الحرب المباشرة. كما الحال في قراره بتخفيف حصار الحامية في طليطلة. وعلى الرغم من أن كل من ألمانيا وإيطاليا قدمتا دعمًا عسكريًا لفرانكو، إلا أن قوة تأثيرهما على توجيه الحرب كانت محدودة للغاية. ومع ذلك فإن القوات الإيطالية على الرغم من عدم فعاليتها كانت حاضرة في معظم العمليات الكبيرة وبأعداد كبيرة، بينما ساعدت الطائرات الألمانية القوات الجوية القومية في السيطرة على الجو معظم فترات الحرب.
كانت سيطرة فرانكو على القوات الألمانية والإيطالية محدودة، لا سيما مع فيلق الكندور، ولكنه كان قائدهم الأعلى الافتراضي، لذا نادرًا ما اتخذوا قراراتهم بأنفسهم. ولأسباب تعلقت بالاحترام، تقرر الاستمرار في مساعدة فرانكو حتى نهاية الحرب، وقد استعرضت القوات الإيطالية والألمانية يوم النصر النهائي في مدريد.
يمكن تفسير الانتصار القومي بعدة عوامل:
- سياسة حكومة الجبهة الشعبية المتهورة في الأسابيع التي سبقت الحرب، حيث تجاهلت الأخطار المحتملة وطردت المعارضة، مما شجعها بالانضمام إلى التمرد.
- التماسك العسكري المتفوق للقوميين
- طريقة قيادة فرانكو التي مكنت من توحيد الفصائل القومية المختلفة، فضلاً عن مهارته الدبلوماسية التي أمكنت القوميين من تأمين المساعدات العسكرية من إيطاليا وألمانيا، وإبقاء الديمقراطيات مثل بريطانيا وفرنسا خارج الحرب.
- الاستخدام الفعال للقوميين لقوات بحرية أصغر: استحوذ القوميون على أقوى السفن في الأسطول الإسباني واحتفظوا بالضباط الفاعلين. بينما قام معظم البحارة الجمهوريون بتصفية ضباطهم، واستخدموا سفنهم لمطاردة معارضيهم. فقد كان لدى الجمهوريين إستراتيجية بحرية سلبية جدا.
- زيادة المساعدات الخارجية خلال الحرب، والاستفادة الفعالة منها. وكذلك تعزيز قواتهم بالأسلحة والجنود المأسورين من الجمهوريين.
- زيادة الكفاءة في تنظيم الأصول الاقتصادية.
- النجاح في دمج جزء كبير من أسرى الحرب الجمهوريين بالجيش القومي (نسبيًا أحد أنجح الجيوش في هذا المجال في حروب أوروبا الأهلية في القرن العشرين).[221][222]
- الشقاق الجمهوري والاقتتال الداخلي على عدة مستويات متعددة.
- النتائج المدمرة للثورة في منطقة الجمهوريين: فتنظيم البلد معاق، صورة الجمهوريين في الخارج بين الديمقراطيات متضررة، وتصوير الحرب على الدين أعطا دعمًا كاثوليكيًا هائلاً ومتواصلًا للقوميين.
- قدرة القوميين على بناء قوة جوية أكبر واستخدام أكثر فاعلية لقواتهم الجوية، لا سيما في دعم العمليات البرية والقصف؛ وعمومًا تمتع القوميون بالتفوق الجوي منذ منتصف 1937.

## فرانكو في إسبانيا اليوم
بعد دخول إسبانيا في السلم المدني والديمقراطية وتحقيق ميكانزمات الدولة المنسجمة، تم إسقاط عهد فرانكو بالقضاء على كل تركات وآثار الديكتاتور بالوسائل السياسية والسلمية والقانونية، وقد دعت عدة جمعيات من المجتمع المدني الإسباني لنسف صليب وادي الشهداء الذي بناه فرانكو، باعتباره من الرموز التي بناها الجنرال المتسبب في حرب أهلية ذهب ضحيتها أكثر من 100 الف ضحية .
ولايزال إلى يومنا هذا الأمر مطروحا، رغم عدم تنفيذه بسبب عدم تأييد الحزب الشعبي الحاكم، حيث لم ينل الاقتراح ثقة البرلمان بسبب الحزب الشعبي الذي لم يؤيد الفكرة، وقد علق ممثل الحزب الشعبي أودون ألوثار بأن وادي الشهداء مكان غير مناسب ووصمة عار بسبب وجود قبرين فيه، وهما قبرا فرانكو وبريمو دي ريفيرا.
في 24 سبتمبر 2019 قضت المحكمة العليا الإسبانية بإخراج رفات الديكتاتور فرانسيسكو فرانكو لدفنه في مكان آخر. وقد تم إخراج رفاته ونقله بطائرة عمودية في 24 أكتوبر 2019.

## معلومة
1. ↑  كان اسمه الشخصي فرانسيسكو بولينو هيرمينجيلدو تيودولو (بالإسبانية: Francisco Paulino Hermenegildo Teódulo).[28] والقب من جهة الأب هو فرانكو Franco ومن جهة الأم بوهاموند Bahamonde .[29]
2. ↑  لقب بالكوديو والقائد العام.[30] ولمزيد من المعلومات أنظر شعارات فرانكوية وتعبيرات تشير إلى فرانكو.
3. ↑  أطلق عليه أنصاره في نهاية سبتمبر 1936 لقب القائد العام أو جنراليسمو للجيش و رئيس حكومة دولة إسبانيا.[31] ورئيس الدولة من أكثر الألقاب التي استخدمها النظام منذ تعيينه رسميا في 1 أكتوبر 1936،[32][33] بالإضافة إلى ماذكر في القانون الأساسي للدولة (1967).[34] وأيضًا منع وسائل الإعلام الحزبية في أكتوبر من اعتباره ديكتاتورًا، كما يفعلوا بالعادةً وتبني كلمة "españolísima"أو الإسباني[35] وتعيينه رسميا بإسم: Caudillo أو الزعيم،[32][33] اللقب الذي ارتبط به، وفقا لماركيز رودريغيز:«به بعض السمات المميزة مثل الميل إلى الاستبداد والاستعباد والنرجسية وعبادة الذات وفوق كل شيء هو المخلّص».[36] أيضا ظهرت صورته في سنة 1947 على البيزيتا وكتب بجانبها «francisco franco caudillo de españa por la g. de dios» (فرانثيسكو فرانكو كاوديو إسبانيا بنعمة من الله.).[31] وفي قانون خلافة رئاسة الدولة الإسبانية (1967) في المادة الثانية: أطلق عليه اسم كاوديو إسبانيا والحروب المقدسةCaudillo de España y de la Cruzada والقائد العام للجيوش Generalísimo de los Ejércitos.[37]
4. ↑  انضمت إسبانيا إلى الأمم المتحدة بتاريخ 14 ديسمبر 1955 أنظر قائمة الدول الأعضاء في الأمم المتحدة
5. ↑  «ولا شك أن فكرة إرسال الفيلق والنظامية ضد المتمردين يجب أن تُنسب أيضًا إلى فرانكو ». "يبدو أن رئيس الوزراء استجوب هيدالغو والأعضاء الثلاثة في سيدا الذين فضلوا يكون فرانكو هو المسؤول الأكبر عن الهجوم على أستورياس، بينما كان هو يفضل جنرالًا أكثر اعتدالًا.[122]
6. ↑  Salas Larrazábal, del total de las Fuerzas Armadas, asigna 116٬502 hombres, el 45,31 %, a la República y 140٬604, el 54,69 %, a los sublevados. Contando los rebeldes con la integridad del Ejército de África, que cifra en 47٬127 hombres, «por su grado de encuadramiento, instrucción y capacitación, podría resultar decisivo en el caso de que lograran pasar a la Península».[176]
7. ↑  كانت طائرة أنسالدو صغيرة ذات سطحين من طراز Puss Moth. ولتجنب سيطرة السلطات البرتغالية تم اختيار حلبة سباق مهجورة بالقرب من كاشكايش كميدان للطيران، وأجبرتها الرياح على الإقلاع في اتجاه أشجار البستان. "وفوق الوزن المسموح على وزنه أضاف سانخورخو حقيبة كبيرة تحتوي على زي رسمي وميداليات لدخوله الاحتفالي إلى مدريد." فشلت الطائرة الثقيلة في تخطي رؤوس الأشجار. وهي نسخة أنسالدو الخاصة التي أنقذت حياته. وانتشرت لاحقًا رواية بأن السقوط كان بسبب قنبلة زرعها الفوضويون.[192]
8. ↑  17٬729 أوروبي و15٬570 من سكانها الأصليين (المجموع 33٬299) حسب غييرمو كابانيلاس;[193] 47٬127 رجلا حسب  سالاس لارزابا.[176]

## وصلات خارجية
- فرانثيسكو فرانكو على موقع IMDb (الإنجليزية)
- فرانثيسكو فرانكو على موقع الموسوعة البريطانية (الإنجليزية)
- فرانثيسكو فرانكو على موقع مونزينجر (الألمانية)
- فرانثيسكو فرانكو على موقع ميوزك برينز (الإنجليزية)
- فرانثيسكو فرانكو على موقع إن إن دي بي (الإنجليزية)
- فرانثيسكو فرانكو على موقع ديسكوغز (الإنجليزية)
- فرانثيسكو فرانكو على موقع قاعدة بيانات الفيلم (الإنجليزية)

- National Foundation Francisco Franco.
- قالب:معرف وورلد كات